# Canet de Rosselló
|  | Aquest article tracta sobre el municipi del Rosselló . Vegeu-ne altres significats a «Canet de Mar». |

Canet de Rosselló, anomenat tradicionalment només Canet ([kə'nεddərusə'ʎu] o, simplement, [kə'nεt], en francès Canet-en-Roussillon), és una vila, cap del municipi del mateix nom, de 12.436 habitants, de la comarca del Rosselló, a la Catalunya del Nord. És a l'est de Perpinyà, a la zona oriental del centre de la comarca i forma part de la subcomarca de la Plana del Rosselló. El terme municipal té l'estany de Sant Nazari/de Canet, entorn del qual hi ha una zona de maresmes. S'hi practica la pesca i la caça. La dita diu: «Canet i Santa Maria se van pas fer en un dia» i «A Canet, la casa bruta i el carrer net» o «A Canet, la cara bruta i el cul net».

## Etimologia
Segons una interpretació, la paraula Canet ve d'una base indoeuropea kan, que significa altura. El turó, amb vistes al mar, on es va construir posteriorment el castell del vescomte de Canet, seria a l'origen del nom. Ara bé, la interpretació del principal etimologista en llengua catalana, Joan Coromines, és tota una altra: l'origen s'ha de cercar en la paraula llatina comuna canna (canya), amb el sufix -et, que en aquest cas li confereix el significat de lloc poblat de canyes, cosa que és del tot plausible atesa la situació de Canet de Rosselló a la vora de la Tet.

## Geografia

Situació de la comuna de Canet de Rosselló en aquesta comarca

### Localització i característiques generals del terme
Canet de Rosselló és a 10 metres d'altitud a 2 quilòmetres de la costa mediterrània, a l'est de Perpinyà. L'extrem nord està marcat pel darrer tram, desembocadura inclosa, de la Tet, que neix a la Cerdanya, l'Estany de Sant Nazari, o de Canet, que en marca el límit sud-oest i la major part de l'oest, i les maresmes del sud d'aquest mateix estany, a l'extrem meridional.
L'estany és d'aigua salobre, i fa uns 3 km de llarg per 2 km al punt més ample. Aquest estany té una fauna i flora bastant riques, i hi destaca la presència de moltes espècies d'ocells.

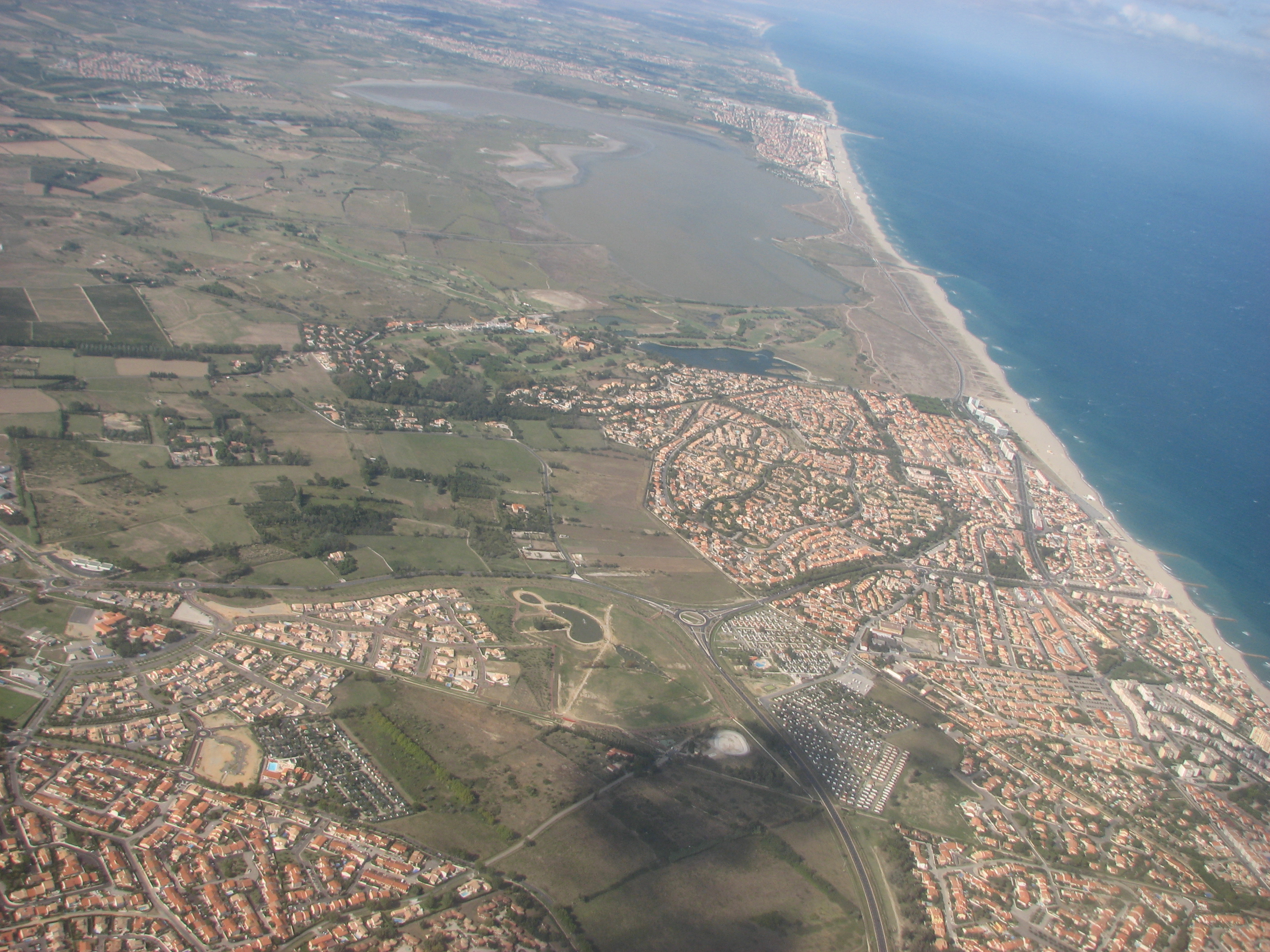
L'estany de Canet-Sant Nazari, al fons

El terme de Canet, de 223.900 hectàrees d'extensió, està situat sobre algunes de les plaques tectòniques que conformen la Plana del Rosselló. La més extensa és la que té en el centre la vila de Canet. Lleugerament inclinada, ocupa tot el sector nord-oest del terme. Acaba de forma suau en el mateix estany, mentre que al nord, a prop de la Tet, constitueix un talús d'uns vint metres damunt de la terrassa immediata, per on discorre el riu. Pel poc desnivell, la Tet hi discorre formant meandres. En el tram final, el riu havia tingut altres traçats antigament. Un d'aquests, el més meridional, dins de l'actual terme de Canet, presenta encara el petit delta que havia format. És actualment una zona d'aiguamolls.
Termes municipals limítrofs:
| Vilallonga de la Salanca                 | Santa Maria la Mar      |                     |
| Perpinyà                                 |                         | La mar Mediterrània |
| Cabestany Sant Nazari de Rosselló Alenyà | Sant Cebrià de Rosselló |                     |

### Agermanaments
La vila de Canet de Rosselló està agermanada amb la vila irlandesa de Maynooth des del juny del 2011.

### La vila

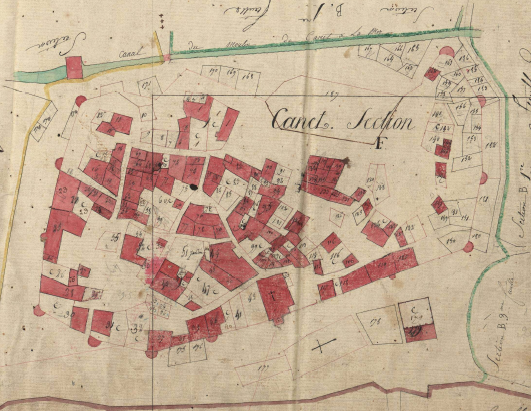
Canet de Rosselló en el Cadastre napoleònic del 1812 (Arxius Departamentals dels Pirineus Orientals)

Ja des de l'edat mitjana Canet, que posseeix el títol de vila, és el cap de la subcomarca del seu entorn. Està situada en un turonet (el mateix nom de Canet provindria d'aquest accident geogràfica) damunt del qual hi havia el castell del senyor, després vescomte, del lloc. A l'entorn d'aquest castell i de l'església del castell, després esdevinguda parroquial de Sant Martí i actualment en ruïnes, es va anar organitzant la vila, emmurallada a partir del castell mateix. Conserva l'Era de l'Hospital, l'Era d'en Jonqueres, el Portal d'Amunt, o del Molí, el Portal de Baix, o de la Mar, el Portal de Canet, o de la Font, i el Pou de Gel. De l'antic hospital en roman la capella, que és l'actual església parroquial de Sant Jaume de Canet de Rosselló. De l'etapa medieval conserva l'antic Molí de Canet, i de la moderna, el Pou de glaç.
Ja al segle xx, va créixer pel costat sud. A ran de mar un antic petit nucli de pescadors va donar pas a la nova població de Canet Platja, en francès Canet-Plage. Pel fet que el creixement de la vila és recent, molts dels noms dels barris han estat imposats directament en francès, ja que no tenien un nom tradicional en català o, en alguns casos, es coneix el topònim original català en la seva traducció al francès, com és el cas del Gorg, que es coneix com la Gouffre.
La vila antiga tenia bàsicament dos barris: Amunt i A baix, al qual s'uniren després els barris del Molí i de la Marenda, a part del nucli de les Barraques de Pescaires, els dos darrers a ran de mar. Les noves urbanitzacions que han engrandit la vila són Bellevue, les Hauts de Canet, la Loge de Mer i le Vert Vallon. Una zona artesanal completa la crescuda de la vila vella de Canet.

### Canet Platja

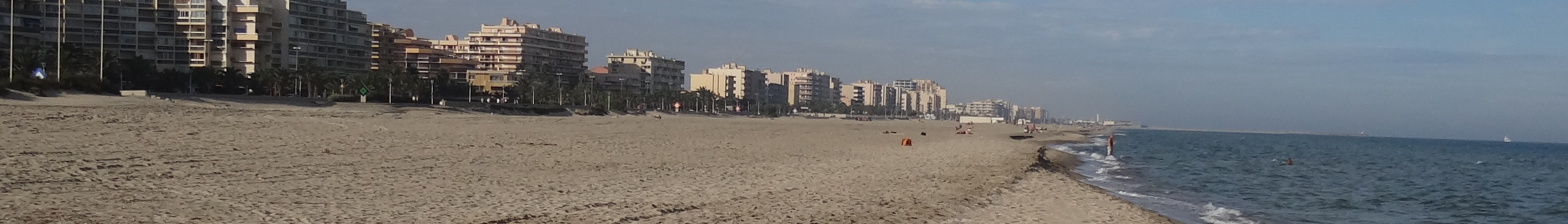
El front marítim de Canet Platja

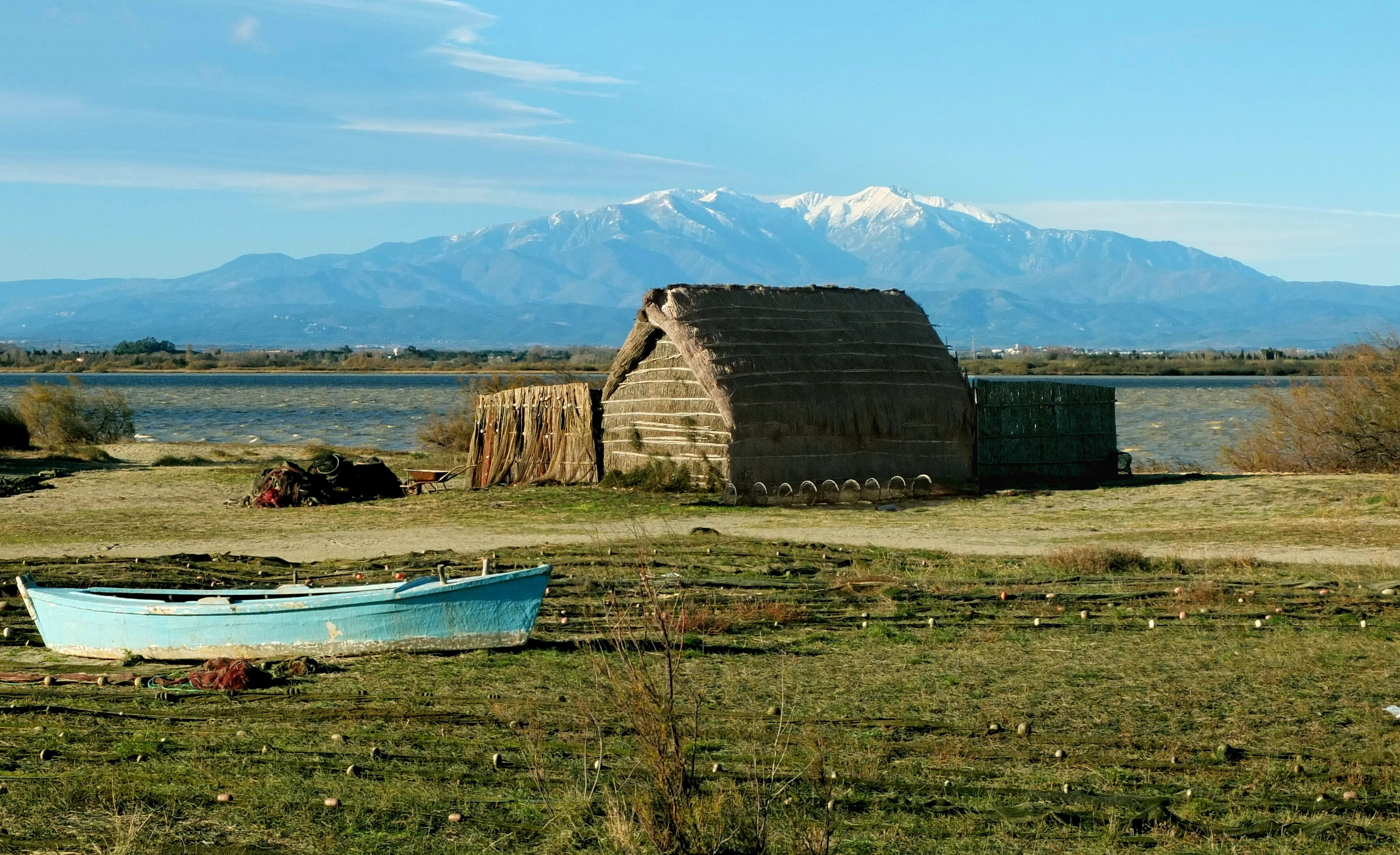
Una de les cabanes de pescadors que hi havia a la costa de Canet Platja

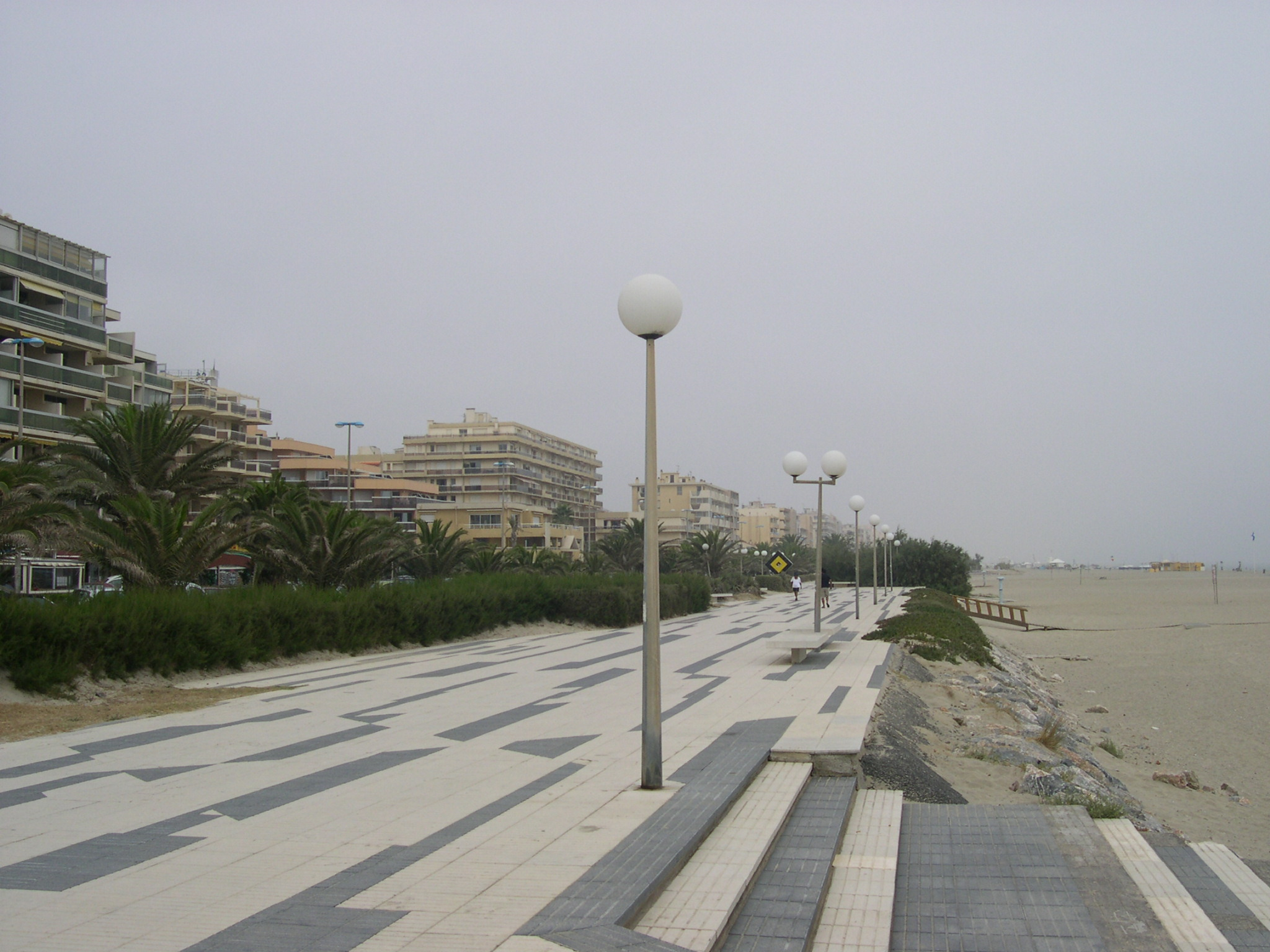
Front marítim de Canet de Rosselló

Aquest poble modern sorgí d'un petit barri de pescadors i mariners, pràcticament del tot desaparegut actualment. Al nord del poble hi ha el Port de Canet, en creixement continu. Canet Platja té església pròpia, dedicada a Nostra Senyora de les Onades. És un temple del 1961.
La Platja de Canet era el port tradicional, des dels temps dels romans, del primitiu Ruscino, en grec antic Ῥουσκινόν, ja mencionat per Titus Livi. D'aquest Ruscino, en llati medieval Rosciliona, prové la paraula Rosselló. També tingué un valor religiós, ja que en temps de sequera s'hi duien en processó imatges i relíquies com la de la Mare de Déu de la Plana, de Tuïr, o la de Sant Galderic, de Perpinyà.
És també el punt de partida de dos cables submarins de comunicacions, un cap a Algèria i l'altre vers el Marroc.

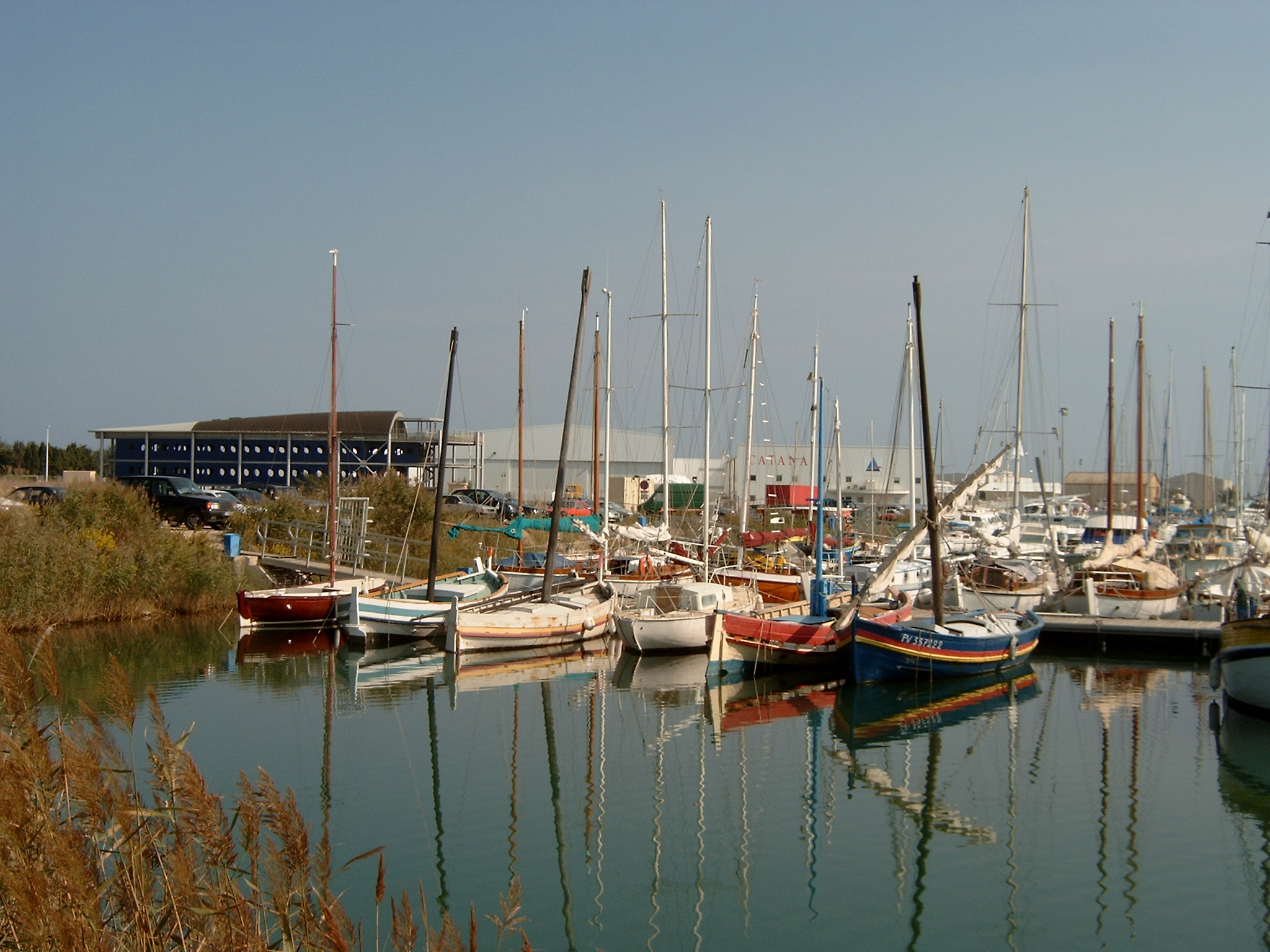
Port vell

### Sant Miquel de Forques
Aquest poble desaparegut és sovint esmentat en documentació medieval com a possessió dels senyors de Canet, abans i després de ser creat el vescomtat. És situat al nord-oest de Canet, a la riba dreta del Tet. L'església és documentada des del 982 (ecclesia S. Michaelis de villa Forcas), quan depenia de Sant Pere de Rodes. El segle xvii encara consta com a ermita, però va ser enderrocada al segle xix. Excavacions recents n'han descobert les restes, que són a ponent de la vila de Canet.

### Vilarnau
Dins del terme de Canet hi hagué un lloc, Vilarnau, desdoblat en dos nuclis, Vilarnau d'Amunt, de Dalt o Sobirà i Vilarnau d'Avall, o Jussà. Al Sobirà hi havia hagut un castell, a més de l'església de Sant Cristau, documentada des del 1257 i la rectoria, el 1402. Fou restaurada el 1493 i tornada a consagrar el 1579. Actualment no resta cap mena de vestigi d'aquests dos llocs, ni del castell i l'església. Eren situats a l'extrem de ponen del terme de Canet de Rosselló.t

### Els masos del terme de Canet
La sobtada creixença urbanística de Canet i de Canet Platja en els darrers quaranta anys ha provocat la desaparició d'alguns masos. Encara en queden alguns, amenaçats pel creixement urbà. Entre els primers, la major part encara amb terres conreades, són el Mas de la Crosta, el d'en Boix, el d'en Compte, el d'en Duran, el d'en Jacques Blanc, el d'en Julià Blanc, el d'en Sisquella (abans Mas Bonet), el Mas del Sagitari, el Mas Petit i el Mas Many (o Roussillon). Entre els desapareguts hi havia el Mas Bigorra, el Castanyer i el Mas de l'Esparró (en lloc seu hi ha el modern Castell de l'Esparró, edificat on hi hagué el Mas de Lazerme, o de l'Esparró).

### Els cursos d'aigua
Els hidrònims són abundants a Canet, atesa la geografia del terme. A part del Reard (o Rard), desdoblat en dos llits diferents, el Reard Vell i el Reard Nou, mitja dotzena de còrrecs (torrents) recorren el terme: el Còrrec de Girard (ara ja desaparegut), el de les Lloberes, el de Vilarnau, el de la Vinyassa, el del Mas d'en Duran i el del Mas d'en Sisquella (abans, del Mas Bonet).
A part dels còrrecs, s'hi troben els canals de drenatge i d'irrigació. Entre els primers destaquen l'Agulla, o Agulla de les Puntes, l'Agulla d'Alenyà, o de la Mar, la de l'Aigual, la de Lazerme, la del Bosc (nom antic), la del Cagarell, la dels Cotius, la d'en Burgueres, abans dels Campalassos, la de Sant Miquel, que també és d'irrigació, com el Rec del Molí de Canet a la Mar. Dos pous antic es troben a Canet: el Pou del Gel, a la vila, i el Pou de les Cadenes.
Un bon nombre de passos, alguns dits passallisos, es troben a Canet, quan els camins han de superar els cursos d'aigua: el Pas de les Carretes, el de Sant Galderic, els passallisos dels Regals, Vilarnau, Mas d'en Comte, Vert Vallon i Santa Anna. També hi ha els alts fons, com la Planassa de Sant Nazari, el Roc de Cervera, el de Cervera de Fora i el Lannier. L'aigua de l'Estany s'aboca en el mar a través del Grau de la Barrera, sovint dit simplement el Grau.
Entre els estanys, a més del de Sant Nazari, o Canet, cal esmentar l'Estany de Sant Cebrià, al sud del terme.

### El territori comunal
En els cadastres, antics i moderns, de Canet es reflecteix un gran nombre de noms de lloc, uns quants dels quals ja són en desús, i es poden considerar topònims desapareguts en l'actualitat. Encara són en ús: els Abeuradors, l'Agulla, les Arrencades (abans, la Colomina del Comte), les Barraquetes, la Bassa (o les Basses), la Bassa Vella, les Basses, les Bigues, la Bombarda, el Cagarell, el Camí, el Camí de la Vila, el Camí del Mas Llaró, el Camí de Santa Maria (o Terres de Sant Maria), el Camp de la Poma, el Camp del Pou, el Canal dels Alemanys, el Canal del Tap, les Candeles, el Cap del Rec, la Carrera Vella, la Claveguera, la Closa (dos llocs amb el mateix nom), el Clot de les Granyotes, la Colomina, la Colomina de les Ribes, les Conilleres, el Coquillar (o les Coquilles), el Corrent, la Costa de la Crema, la Costa d'en Simon, les Crostes, les Disputes (abans, la Disputa), la Dossa, els Duaners (punt de referència per als mariners), l'Esparró, la Figuerassa, el Gorg, el Gorg d'en Bou, el Grau Vell, Hort de n'Hams, els Hospicis, el Jardí (punt de referència per als mariners), les Lloberes (o Còrrec de les Lloberes), Mas d'en Comte, Mas d'en Duran, Mas d'en Sisquella (abans, les Planes), Mas d'en Víctor (abans, les Puntes), Molí del Vent (abans, el Molí), la Muntinya Alta (o la Muntanya Alta), el Pas de la Barca, el Pas de les Carretes, el Pas de Sant Galderic, la Picassa (abans, el Picassó), la Platja, el Pont Roig, el Port, la Porta de Ferro, les Portes, el Prat de la Vila (abans, en plural), Puig del Baja, la Punta del Canal, la Punta del Morro, la Punta del Reard, el Reard, el Rec d'en Sauví, els Regals, les Rotes, els Salissos, Santa Anna, Sant Cristau, Sant Miquel de Forques, la Sanya, el Séc de la Bassa, la Sobirana, les Soldes, els Tapers, Terra Roig, les Tofes del Mas Petit, el Trallo Vell (punt de referència per als mariners), Vilarnau (o Vilarnau de Baix), Vilarnau de Dalt (nom antic per als dos: Ponsic) i la Vinyassa.
Entre els topònims desapareguts es compten els Bages, el Bosc (o el Bosc de les Disputes), el Bosc del Corrent, els Campalassos, el Camp del Darder, el Camp del Bonafè, la Closa del Brugueres, la Closa del Cagarell, la Closineta del Bosc, la Colomina del Diego, l'Era del Bosc, la Font, les Granades, els Horts del Darder, el Marende (o la Marenda), el Noguer, l'Oliveta d'en Jaubert, el Piló Petit, les Planes, la Platana, el Pradet, els Prats del Bosc, la Solsora, Terres d'en Cassolí i Triga d'hi anar.
També cal esmentar l'antiga Bateria de les Conilleres, bateria d'artilleria de defensa de la costa, ara desapareguda, i la Base ULM d'avionetes lleugeres.

#### El Cadastre napoleònic
En el Cadastre napoleònic del 1812, Canet de Rosselló és dividit en sis seccions: Sant Miquel i Santa Anna, situada al nord-oest de la comuna, Sant Jaume, al nord-est, l'Esparró, al centre-oest del terme, Sant Nazari, al sud-oest, les Conilleres, al sud, i la Vila. La secció de Sant Miquel i Santa Anna conté les partides de Santa Maria, el Pas de Sant Galderic, l'Hort de n'Hams, amb el Molí de Canet, el Corrent, el Còrrec de Girard, Sant Miquel, amb les ruïnes de la capella de Sant Miquel de Forques, la Vinyassa, Vilarnau, els Regals, Santa Anna, amb la capella de Santa Anna en el seu extrem nord-est, l'Abeurador, el Camí del Mas Llaró i el Mas Duran, amb el mas homònim.
La secció de Sant Jaume té les partides de la Font, amb el Mas Roger o Mas Cassanya, la Colomina del Comte, el Cassolí, la Closa d'Albruiera, el Noguer, la Crosta, la Solsora, la Disputa, el Bosc, la Platana, els Bages, la Bombarda, el Picassó, els Campalassos i Lemaneric. La secció de l'Esparró conté les partides del Comunal, Territori del Comte, el Molí, la Figuerassa, Prat del Boscó, l'Abeurador, les Candeles, la Marenda del Cagarell, el Prat de la Vila, les Planes, l'Esparró, amb el mas d'aquest nom i el Mas Lazerme.
A la secció de Sant Nazari hi ha les partides de l'Abeurador, l'Oliveta de Jaubert, la Costa de la Crema, Triga d'hi anar, la Sobirana, el Còrrec de Lloberes, les Puntes, el Mas Bonet, amb el mas d'aquest nom, i les Planes, amb el Mas Conte. La secció de les Conilleres inclou l'Estany de Canet, o de Sant Nazari, les Conilleres, Sant Nazari i les Granades. El sector de la Vila conté estrictament el nucli urbà antic de Canet de Rosselló.

## Transports

### Vies antigues de comunicació
Per Canet travessava la via que connectava Ruscino amb la mar, de forma paral·lela pel sud de la Tet. A penes n'han quedat vestigis, però tot fa suposar que la terrassa la part oriental de la qual és el Puig del Baja en formava part. El topònim la Carrera Vella també denota una antiga via de comunicació.

### Carreteres
Perpinyà i Canet estan connectats per una carretera departamental en forma d'autovia, la D 617 (Perpinyà - Canet Platja), amb dos carrils per a cada sentit de circulació al llarg dels seus prop d'onze quilòmetres de llargària. L'autovia acaba en el giratori d'entrada a Canet Platja, més a llevant de la vila de Canet, i continua fins a ran de mar en forma de carretera, que esdevé avinguda en entrar en el nucli urbà de Canet Platja. Durant el 2009, el seu trànsit diari va ser de 19.644 vehicles de mitjana.
A part d'aquesta carretera, travessa el municipi la D-81 (D-83, a Sant Llorenç de la Salanca - Canet de Rosselló i D-81 A/D-22, a Sant Cebrià de Rosselló - D-114, a Argelers).
La carretera D-81 A (D-617, a Canet Platja- D-22/D-81, a Sant Cebrià de Rosselló) recorre el cordó litoral que tanca pel costat de llevant l'Estany de Canet - Sant Nazari. Uneix el poble de Canet Platja amb el de Sant Cebrià de Rosselló en 12 km a ran de mar. És, de fet, el tram de D-81 entre Canet Platja i Sant Cebrià de Rosselló.
La darrera carretera del terme és la D-11 (Salses - D-40, a Elna), que travessa tota la Salanca i uneix Salses amb Elna recorrent paral·lela a la costa la Plana del Rosselló. Uneix Canet amb Sant Nazari i amb Santa Maria la Mar.
Canet de Rosselló dista 11 km de Perpinyà, 2 de Santa Maria la Mar per la D-81 o per una carretera local, 1 de Canet Platja, 12 de Sant Cebrià de Rosselló i 5 de Sant Nazari. Amb la resta de pobles del seu entorn no té comunicació directa.

### Mitjans públics de transport
Canet estava unida a Perpinyà per mitjà d'un tramvia fins a mitjan segle xx, que posteriorment va ser substituït per un servei d'autobús. Des del 2012 ho fa la línia 6 d'autobusos de la xarxa de la Compagnie de transports Perpignan Méditerranée, que travessa Canet-Platja de nord a sud i després gira cap a l'oest passant per Canet-Centre per anar fins a Perpinyà, a l'estació del TGV, passant per la Torre del Rosselló. Fa el trajecte complet en una hora, aproximadament.
Canet de Rosselló compta també amb la línia 32 de la Compagnie de transports Perpignan Méditerranée, que uneix Canet (a l'estiu, Canet Platja) amb Cabestany Médipole, passant per Sant Nazari.
També hi passava la línia 37 estival de la mateixa companyia, del Barcarès a Canet Platja, passant pel Barcarès, Sant Llorenç de la Salanca, Torrelles, Santa Maria la Mar i Canet de Rosselló. Només circulava els mesos de juliol i agost, però va ser suprimida.
Canet té un servei de llançadora intern, la línia 104, que va de la urbanització Vert Vallon fins a la Mar Estany, que circula de dimecres a dissabte. Els mesos d'estiu, de maig a setembre, és substituïda per un tren turístic, Le train Canet, que es desdobla en dues línies, la blava i la groga i ateny tots els indrets d'interès turístic del terme.

### Vies per aciclistes
La ciutat té alguns carrils bici, però no formen una xarxa unida i coherent. Per exemple, encara no hi ha carril bici continu entre el poble i la platja. El més llarg té 1,5 km de llarg i connecta l'Avinguda de Sant Nazari amb l'entrada de Canet-Platja, i passa al llarg de l'autopista entre els intercanvis 5 i 6. En els propers anys es preveu de fer la "Vélittorale", una via verda al llarg de front marítim entre el Barcarès i Argelers, creuant Canet de nord a sud.

### Camins i passos de riu i riera
Com en els altres termes de la Plana del Rosselló, són nombrosos els camins que solquen el terme comunal. Camins antics de comunicació amb els masos i els pobles dels entorns, com el Camí de Cabestany, el de Perpinyà a Sant Nazari, el de Santa Maria, o del Pas de les Carretes, o del Pas de Sant Galdric (n'hi ha tres, de camins de Santa Maria, dos amb els noms de dos dels passps diferents damunt del Tet), el de Salelles, el de Sant Nazari a Vilallonga, el de Vilallonga, el de Perpinyà, també anomenat Camí de la Vila, ara denominat Ruta de Perpinyà, el de Sant Nazari, també anomenat Ruta, actualment, i la Ruta de Sant Cebrià.
D'altres camins enllacen Canet amb els seus masos o indrets determinats del terme: Camí de la Figuerassa, de la Picassa (abans, del Picassó), de la Torre, de les Basses, de les Lloberes, del Mas de Lazerme (ara anomenat de l'Esparró), de les Ribes, del Mas d'en Durand, del Mas d'en Sisquella, abans del Mas Bonet, del Pont de les Bigues, abans Camí de la Mar, del Prat de la Vila, dels Salzes, de Sant Miquel, la Carrera Vella, la Quatre Vents i la Ruta del Litoral, ara carretera. Alguns d'aquests camins ja no existeixen, substituïts per les noves zones urbanitzades. Tot i així, se'n conserva el nom: Camí de la Crosta, del Brugueres, del Comte, de l'Esparró, de l'Estany, de les Muntanyes, del Noguer i d'en Cassolí.

## Activitats econòmiques
La vila de Canet basa les seves activitats econòmiques en dos sectors: l'agricultura i el turisme. Un centenar llarg d'esplotacions agrícoles es dediquen al conreu de la vinya (1276 ha, comptades quan Sant Nazari pertanyia al terme de Canet), la major part de la qual produeix vins dolços de qualitat, dins de la denominació d'origen Costers de l'Alt Rosselló. També hi ha arbres fruiters: albercoquers -en recessió-, presseguers, pomeres i pereres, i hortalisses: carxofes, escaroles, hortalisses primerenques, api, enciams, coli-i-flors i tomàquets. En canvi, amb prou feines hi ha cereals (2 ha). També hi ha una certa activitat ramadera, complementària de l'agricultura, sobretot de bestiar oví. La Societat Cooperativa Vitícola de Canet, fundada als anys vint del segle xx, aglutina la major part dels productors. Té uns 20.000 litres de capacitat, i la vinificació es fa en cellers privats de masos importants del terme.
Dues cooperatives de pescadors, la Canetaire i la Marca catalana acullen els qui es dediquen a la pesca, més minoritària que l'agricultura, però amb un determinat pes específic a Canet. Pesquen sobretot peixos d'estany, i seitons i sardines a la mar.
El turisme té una gran importància, ja que arriba a reunir uns 70.000 clients en temporada alta, cosa que fa que l'aspecte i l'activitat en el terme de Canet canviï radicalment en els mesos estiuencs, especialment a Canet Platja: una vintena d'hotels, amb uns 1.300 llits, uns 5.000 apartaments i nou càmpings (el Bosquet, Brasília, Clos Isabelle, le Domino, les Fonts, Mar Estany, Miami, les Peupliers i la Prairie), amb la consegüent oferta de restauració i de lleure nocturn, serveixen aquest gran nombre de visitants. Hi destaca el Casino de Canet, i un segon casino d'implantació recent.
L'activitat industrial és més reduïda: un cert nombre de petites empreses de construcció, dues de mitjanes i una de gran, pedreres d'extracció de sorra i de grava. També hi ha diverses empreses immobiliàries i el comerç habitual en una aglomeració d'aquest nivell. Aquesta mena d'activitat es redueix els mesos no estiuencs, però es manté de forma considerable, ja que a la zona més turística hi ha també força residència permanent tot l'any.

## Història

### Prehistòria
L'ocupació del lloc de Canet es remunta a la prehistòria, com ho demostra el descobriment d'eines del període. Posteriorment, s'hi establí una tribu ibèrica, al segle viii abans de Crist; les excavacions dels anys 1970-1980 han permès de trobar un camp d'urnes funeràries d'aquest període a l'actual urbanització dels Chênes Verts. Prop del Mas Petit, als turons de l'Esparró, a la riba de l'extrem nord de l'estany, es va trobar nombrós material del Bronze final, possiblement procedent d'un canal de drenatge de l'estany.
Al Puig del Baja es van trobar vestigis del Neolític, completats per una ocupació constatada a través de les restes trobades de l'edat de ferro. També en el recinte del Castell de Canet es van trobar vestigis prehistòrics, en aquest cas de finals de l'edat del bronze.
Altres restes prehistòriques han estat trobades a Santa Anna, prop i al sud-oest de la vila, a ran de la carretera D-617 (restes d'àmfores itàliques, que fan veure la proximitat d'un hàbitat, i altres ceràmiques del bronze final) destaca, a més el fet que Santa Anna és molt a prop de dues necròpolis, una del Bronze final i l'altra de l'Edat del Ferro. Al Camí de la Vila, situat al nord de la vila vella, prop de la Tet també es trobaren restes d'un petit lot de ceràmica modelada. En aquest lloc hi ha restes en una extensió de 300 m².
La Necròpolis dels Hospicis, del bronze final, desapareguda sota el nou traçat de la D-617, duia fins al Bronze final o transició cap al Ferro, quant a la seva datació. Tombes i dipòsits funeraris del segle vii abans de la nostra era, amb vasos decorats per incisió de doble tirada, uns amb motius geomètrics i d'altres amb motius antropomorfs i zoomorfs.
A poca distància al nord, la necròpolis de Bellavista (Bellevue) ocupa uns 80 m² i és un pèl posterior a la dels hospicis: de la primera Edat del Ferro (segle vii a primera meitat del VI abans de la nostra era). No es van trobar en aquest lloc tombes senceres, però sí multitud de restes funeràries, des d'agulles de bronze fins a vasos -que feien d'urnes de cendres- datables ja a l'època anteriorment expressada. Algunes d'aquestes troballes estan dipositades al proper jaciment de ``Ruscino, a Castell Rosselló.
A la zona sud del terme de Canet, prop de la riba nord de l'Estany de Sant Nazari, o de Canet, hi ha també alguns llocs que van oferir restes prehistòriques, com la Colomina, com restes de ceràmica ibèrica i de teules datables pràcticament al límit dels temps històrics, o el Mas Comte, amb restes del Bronze final III.

### Edat Antiga
Durant l'època romana, Canet probablement servia de sortida marítima per a la ciutat de Ruscino, i un gran nombre de mercaderies haurien transitat per la seva platja. A la Bombarda, just a l'extrem occidental del Port de Canet, es va poder reconèixer la línia de riba marina d'època romana, a través d'una quantitat gran de restes romanes (sobretot fragments d'àmfores de les etapes republicana i Alt Imperi). Aquesta línia era uns 500 metres més endins de la línia de costa actual. A Sant Miquel de Forques també es van localitzar molt fragments de teules, àmfores i ceràmica casolana d'època romana.
Sens dubte, els jaciments més importants de Canet són els del Puig del Baja, que inclouen restes des de prehistòriques, com s'ha vist a l'apartat anterior, fins a medievals, com es veurà tot seguit. El Puig del Baja és a l'est de la vila de Canet, prop de la costa, que han viscut diverses campanyes d'excavacions després que fos excavat a la dècada del 1980 sota els auspicis de l'Associació d'Amics del Canet Vell. S'hi han trobat molts elements, entre els quals els fonaments de diversos edificis que no van poder ser clarament identificats pel mal estat de les restes. La major part de les restes es poden associar amb l'activitat agrícola, datables en les èpoques romana republicana i de l'Alt Imperi. Hi destaquen 11 sitges les restes de les quals manifesten un ús al llarg de, almenys, quatre segles: del II abans de la nsitra era al II de després; no són totes contemporànies, sinó construïdes al llarg d'aquest període. Al costat de les sitges hi ha una gran fossa oberta en el Baix Imperi, amb abundant restes del segle iii de la nostra era. Algunes de les restes -per exemple un fragment d'una talla de cornalina-, així com algunes teules amb inscripcions, permeten de descobrir un cert nivell de vida, entre els habitants d'aquests llocs.
Al sud del terme comunal, prop de l'Estany de Canet, hi ha almenys quatre jaciments d'època romana: el de l'Esparró, el de la Colomina, el del Mas Comte i el de les Portes. Al primer, dalt d'un turó proper del que ara es coneix com a Château d'Esparrou, s'hi localitza un jaciment d'uns 2.000m² que correspon a una explotació agrícola romana datable entre l'època republicana i l'augustiniana. La Colomina presenta dues superfícies complementàries, una de 1.000m² i l'altra de 400, amb restes de dues construccions d'una explotació agrícola d'època republicana o lleugerament posterior. Al Mas Comte, damunt d'un jaciment prehistòric han estat trobades restes datables entre l'època romana republicana i el segle i de la nostra era. Finalment, a les Portes, en el vessant sud-est d'un turonet, es va explorar un jaciment d'uns 1.000 m² amb abundant material de construcció i diferents menes de ceràmiques itàliques i sigil·lates del sud de la Gàl·lia.
A part, se sap que provenen de Canet, però no se'n coneix el lloc precís, un solidus de Valentinià II i uns deu grans fragments d'àmfores, trobats al mar, actualment dipositats a l'Aquari.

### Edat mitjana
Les restes medievals més antigues són les del Puig del Baja; són datables a l'època visigoda (segles vi i vii), s'hi inclouen més ceràmiques i estructures que suggereixen la presència d'un hàbitat visigot, possible continuïtat d'hàbitats anteriors. Un dels principals elements trobats és el basament d'un edifici funerari envoltat de diverses sepultures, atribuïbles a principis de l'alta edat mitjana.
El nucli habitat, probablement més a l'oest en èpoques antigues, es desplaçà a l'indret actual, a prop del castell, a causa de la creixent inseguretat del segle viii; les primeres fortificacions són, de ben segur, d'aquest temps. El castell en si és esmentat als voltants del 1050, durant el govern de Gausfred II, comte de Rosselló. Al llarg dels segles següents, els Senyors de Canet van ser personatges relativament importants i amos de moltes terres. A mitjan segle xi el castell i el lloc de Canet pertanyien a Ramon Berenguer, fill de Goldregot, al qual el succeí Pere Ramon, probablement fill seu. El 1091 aquest Pere Ramon de Canet consta com a marmessor de Guillem, vescomte de Castellnou i ardiaca d'Elna. La nissaga continua al llarg de sis generacions fins a arribar a Timberga, filla de Guillem II i hereva seva, que casà amb Ponç de Guàrdia, de la casa dels Pinós. Llur fill, Guillem III, mort el 1324, fou qui rebé el vescomtat de Canet de mans de Sanç, rei de Mallorca.
Aquest vescomtat comprenia els llocs de Canet, Sant Miquel de Forques, Santa Maria la Mar, Mossellons, Vilarnau d'Amunt, Vilarnau d'Avall, Vilallonga de la Salanca, Salelles, Alenyà, Sant Nazari de Solsà, Tesà, Boaçà, Vilanova de Raó i Salelles. El vescomtat passà a Ramon IV, fill de Guillem III, qui morí vers el 1350, i el títol i la possessió del lloc passà a mans de Pere II de Fenollet, marit d'Esclarmunda, germana de Ramon IV. Aquest vescomte de Canet esdevingué alhora vescomte d'Illa, i intervingué en el procés polític a través del qual Pere el Cerimoniós reintegrà el Regne de Mallorca al Comtat de Barcelona. També adquirí nous llocs per als seus dominis: Sant Feliu d'Amunt, Sant Feliu d'Avall i els castells de Corbera i Llupià. Mort el 1353, deixà els dos vescomtats al seu fill, Andreu de Fenollet. Amb ell, el vescomtat entrà en una fase molt tempestuosa: Andreu de Fenollet assassinà la seva muller, Sibil·la de Narbona, fet del qual es penedí. Com a conseqüència del penediment, va fer moltes donacions de caràcter benèfic a institucions eclesiàstiques. A la mort d'Andreu de Fenollet, esdevinguda vers 1386, el succeí el seu fill Pere III de Fenollet. Sense descendència masculina, esdevingué vescomte d'Illa i de Canet Pere Galceran de Castre, vescomte d'Èvol: quedaven així unides les tres principals cases vescomtals del Rosselló.
Al segle xiii la vila de Canet rebé diverses franqueses importants de mans del seu senyor, que foren ratificades diverses vegades al llarg d'aquell segle.

### Del Renaixement a la Revolució

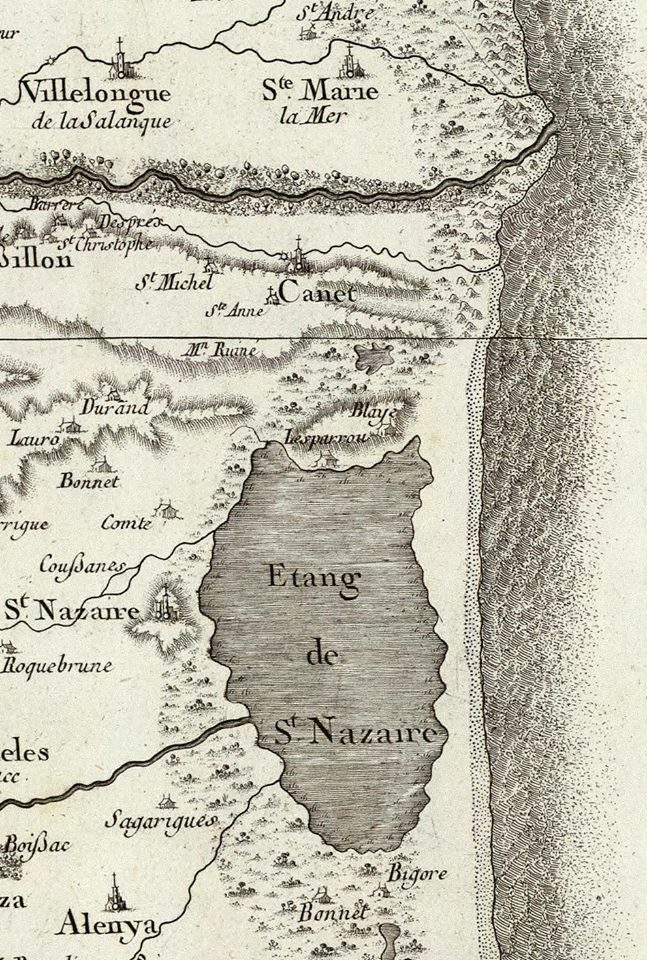
Canet i l'estany a la Carte Cassini del 1750

Ja en mans de la família dels Castre, no durà gaire aquest domini, ja que al fill de Pere Galceran, Guillem Ramon de Castre, li foren confiscats els tres vescomtats per Lluís XI l'any 1464. El seu net els recuperà el 1493, però el 1565 els vescomtats passaren a un parent dels de Castre, Pere Galceran de Pinós, comte de Vallfogona, qui els transmeté als seus descendents, fins a arribar a Francesca de Pinós, casada amb un Fernández de Híxar. Al seu net, Jaime Francisco Fernández de Híxar, òlim de Silva, duc d'Híxar, li foren de nou confiscats els vescomtats, ara per Lluís XIV, però el 1730 foren retornats a Isidoro Fernández de Híxar, òlim de Silva, duc d'Híxar. Aquest el passà al seu fill Joaquín, qui el posseí fins a la Revolució Francesa.
El 1642, la ciutat va ser malvestada pels bombardements francesos: moltes cases van ser destruïdes fins que la ciutat es reté. Al segle xviii el castell va ser abandonat pels militars i posteriorment, serví de pedrera a la població del poble: moltes cases foren reconstruïdes, o construïdes de bell nou, amb les pedres del castell.

### Edat Moderna: el naixement de la localitat

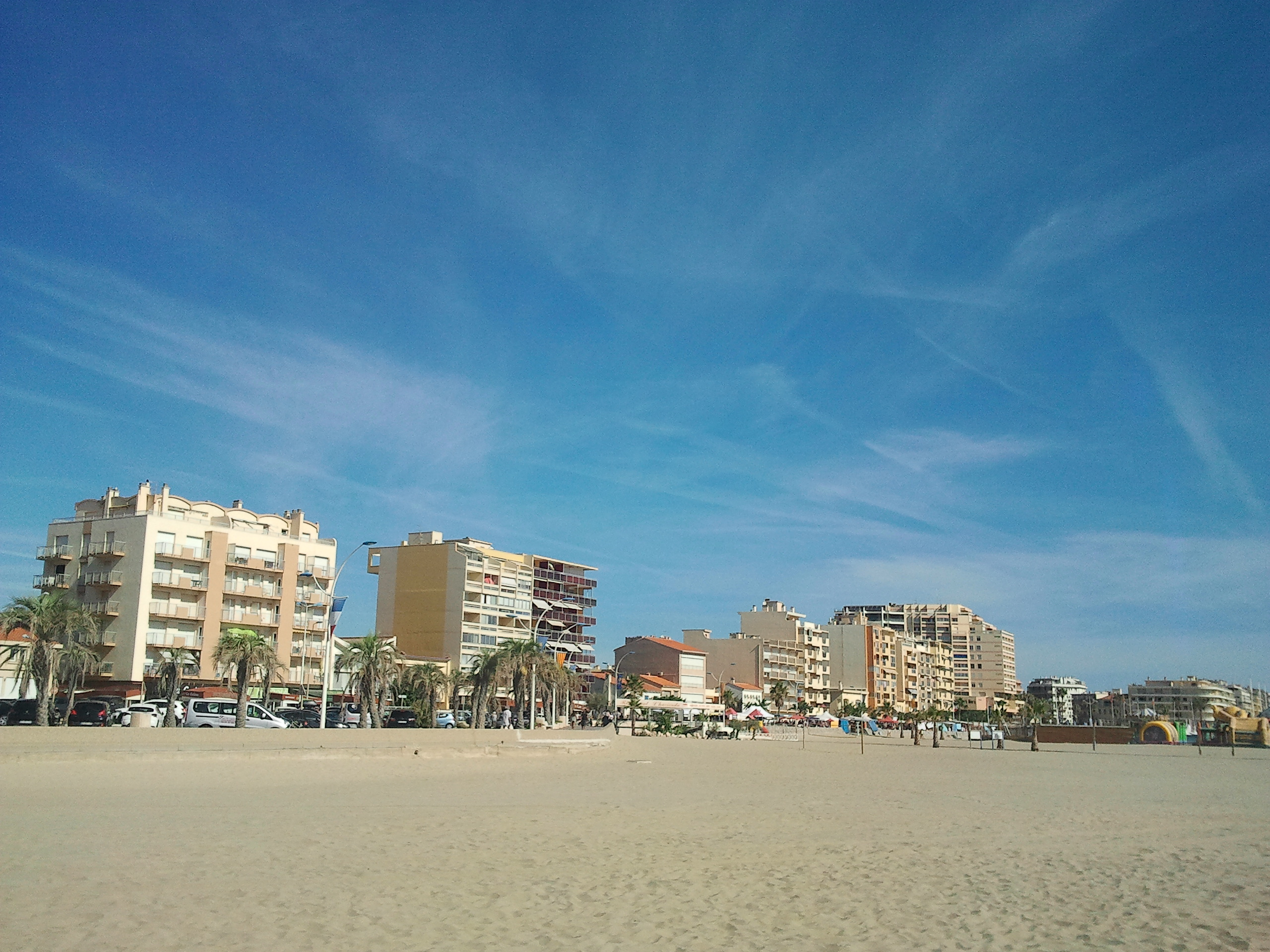
Front de mar de Canet Platja

Al segle xix s'enderroquen les muralles (les parts que no s'havien integrat a cases modernes). Els "banys de mar" i les activitats relacionades començaren a créixer després d'uns tebis inicis en el segle xviii. El 1900 un tramvia de via mètrica relliga Canet amb Perpinyà (desmantellat en la dècada dels 50 per l'ampliació de la carretera nacional). El 1909, "Canet-Plage" és classificat oficialment com a "estació balneària" i, salvant els anys de la guerra, l'adveniment de les vacances pagades el 1936 donarà una impulsió decisiva al turisme de la zona.
L'1 de gener del 1972, Canet de Rosselló es va fusionar temporalment amb la comuna de Sant Nazari, que se n'independitzarà novament el 15 de novembre del 1983. L'aparició d'un club de natació d'alt nivell, el Canet 66 natation, i la vinguda el 2006 de Philippe Lucas, aleshores entrenador de Laure Manaudou, va potenciar l'esport a la localitat.

### Edat contemporània

#### Accidents aeris
- El 27 de novembre del 2008 a tres quarts de 4 de la tarda, un Airbus A320 de la companyia Air New Zealand s'estimbà a 7 quilòmetres de Canet; l'accident va provocar 7 morts.
- El 6 d'agost del 2009, un avió-escola del tipus Piper PA 38 s'estimbà a 6 quilòmetres de Canet. L'accident va fer 2 morts, el monitor i l'alumne. La investigació va evidenciar que l'alumne era mort abans del xoc aferrat als comandaments, amb la qual cosa els va blocar i va fer caure l'avió.[16]

## Demografia

### Demografia antiga
La població està expressada en nombre de focs (f) o d'habitants (h).
| Evolució demogràfica de Canet de Rosselló entre 1358 i 1789 | Evolució demogràfica de Canet de Rosselló entre 1358 i 1789 | Evolució demogràfica de Canet de Rosselló entre 1358 i 1789 | Evolució demogràfica de Canet de Rosselló entre 1358 i 1789 | Evolució demogràfica de Canet de Rosselló entre 1358 i 1789 | Evolució demogràfica de Canet de Rosselló entre 1358 i 1789 | Evolució demogràfica de Canet de Rosselló entre 1358 i 1789 | Evolució demogràfica de Canet de Rosselló entre 1358 i 1789 | Evolució demogràfica de Canet de Rosselló entre 1358 i 1789 | Evolució demogràfica de Canet de Rosselló entre 1358 i 1789 | Evolució demogràfica de Canet de Rosselló entre 1358 i 1789 | Evolució demogràfica de Canet de Rosselló entre 1358 i 1789 | Evolució demogràfica de Canet de Rosselló entre 1358 i 1789 | Evolució demogràfica de Canet de Rosselló entre 1358 i 1789 | Evolució demogràfica de Canet de Rosselló entre 1358 i 1789 | Evolució demogràfica de Canet de Rosselló entre 1358 i 1789 |
| 1365                                                        | 1378                                                        | 1385                                                        | 1470                                                        | 1515                                                        | 1553                                                        | 1643                                                        | 1709                                                        | 1720                                                        | 1725                                                        | 1730                                                        | 1765                                                        | 1767                                                        | 1774                                                        | 1789                                                        | 1790                                                        |
| ----------------------------------------------------------- | ----------------------------------------------------------- | ----------------------------------------------------------- | ----------------------------------------------------------- | ----------------------------------------------------------- | ----------------------------------------------------------- | ----------------------------------------------------------- | ----------------------------------------------------------- | ----------------------------------------------------------- | ----------------------------------------------------------- | ----------------------------------------------------------- | ----------------------------------------------------------- | ----------------------------------------------------------- | ----------------------------------------------------------- | ----------------------------------------------------------- | ----------------------------------------------------------- |
| 102 f                                                       | 95 f                                                        | 95 f                                                        | 81 f                                                        | 58 f                                                        | 49 f                                                        | 62 f                                                        | 231 f                                                       | 145 f                                                       | 123 f                                                       | 123 f                                                       | 150 h                                                       | 304 f                                                       | 123 f                                                       | 44 f                                                        | 141 h                                                       |

Font: Pélissier, 1986.

### Demografia contemporània
Els anys 1975 i 1982, la població comprèn Canet i Sant Nazari.
| Evolució de la població |      |      |      |      |      |      |      |      |
| 1793                    | 1801 | 1806 | 1821 | 1831 | 1836 | 1841 | 1846 | 1851 |
| 225                     | 281  | 233  | 365  | 384  | 386  | 405  | 466  | 509  |

| 1856 | 1861 | 1868 | 1872 | 1876 | 1881 | 1886 | 1891 | 1896 |
| ---- | ---- | ---- | ---- | ---- | ---- | ---- | ---- | ---- |
| 488  | 524  | 612  | 662  | 754  | 806  | 887  | 914  | 1012 |

| 1901 | 1906 | 1911 | 1921 | 1926 | 1931 | 1936 | 1946 | 1954 |
| ---- | ---- | ---- | ---- | ---- | ---- | ---- | ---- | ---- |
| 1026 | 1102 | 1215 | 1226 | 1230 | 1199 | 1238 | 1213 | 1853 |

| 1962 | 1968 | 1975 | 1982 | 1990 | 1999  | 2006  | 2011  | 2012  |
| ---- | ---- | ---- | ---- | ---- | ----- | ----- | ----- | ----- |
| 2646 | 3658 | 5127 | 7219 | 7575 | 10182 | 11702 | 13091 | 12602 |

Fonts: Ldh/EHESS/Cassini fins al 1999, després INSEE a partir deL 2004

### Evolució contemporània de la població

Població 1962-2008

### Batlles

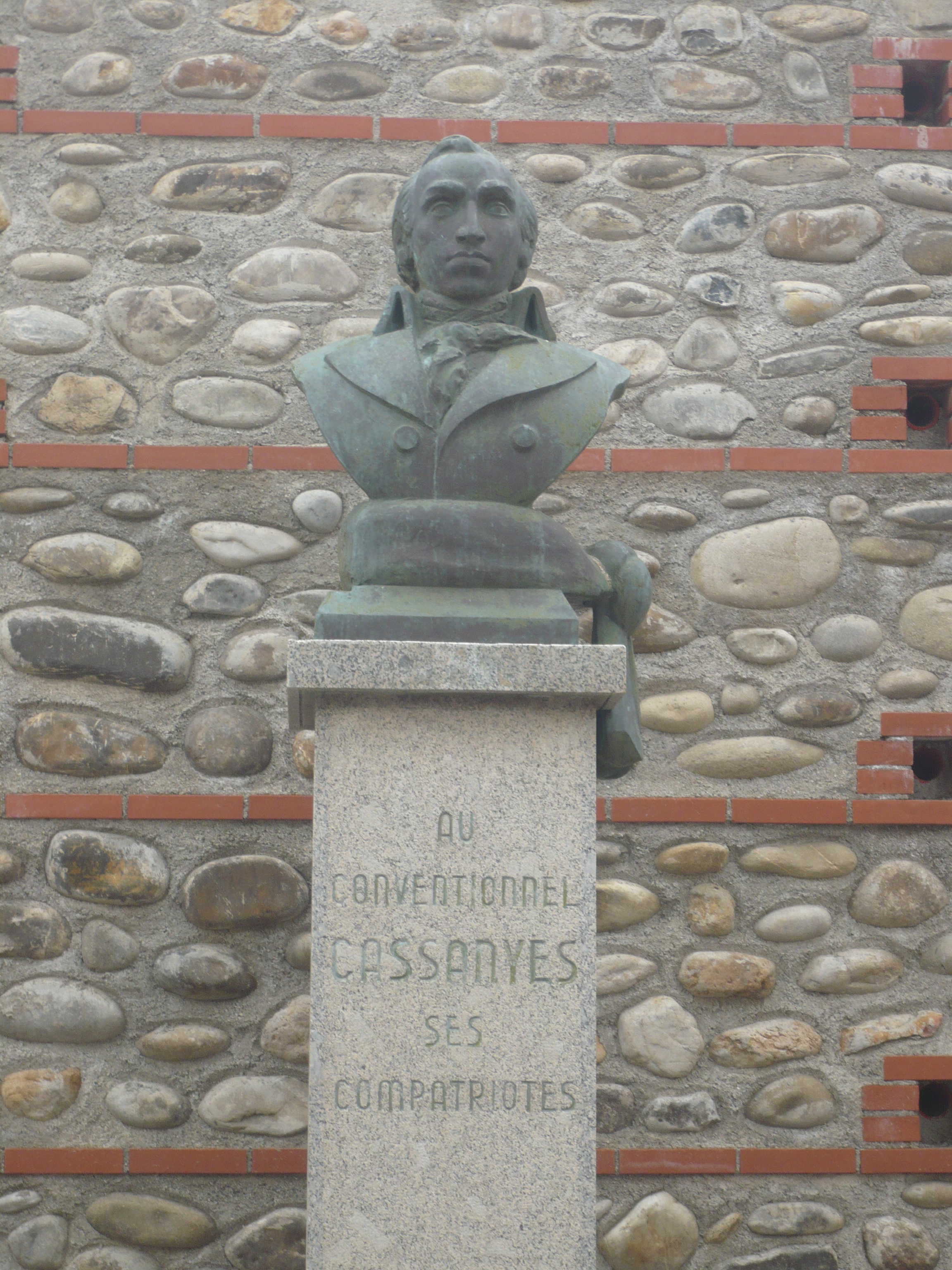
Jacques-Joseph Cassanyes, primer batlle del Nou Règim

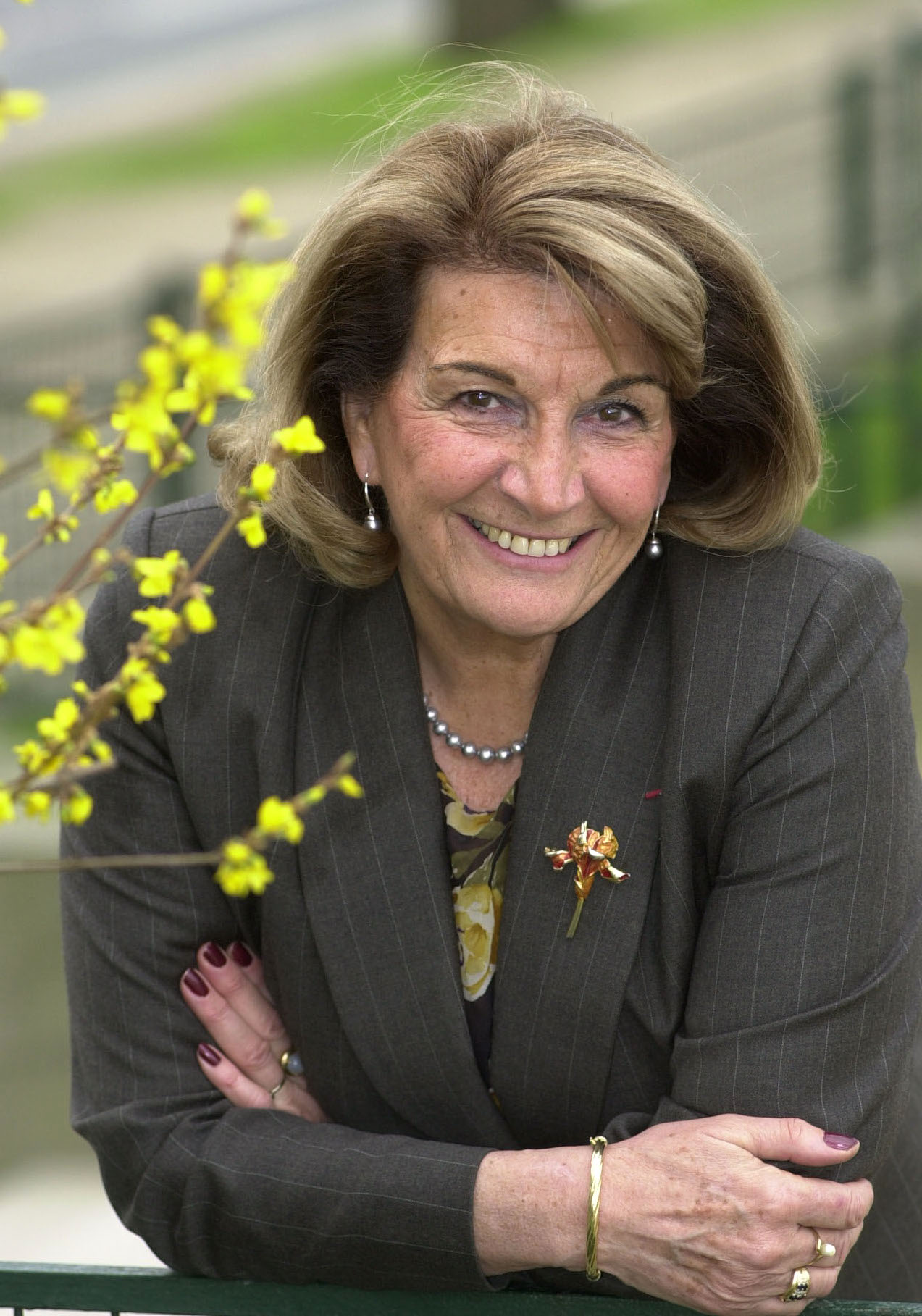
Arlette Franco, primera batllesa de la vila, després diputada

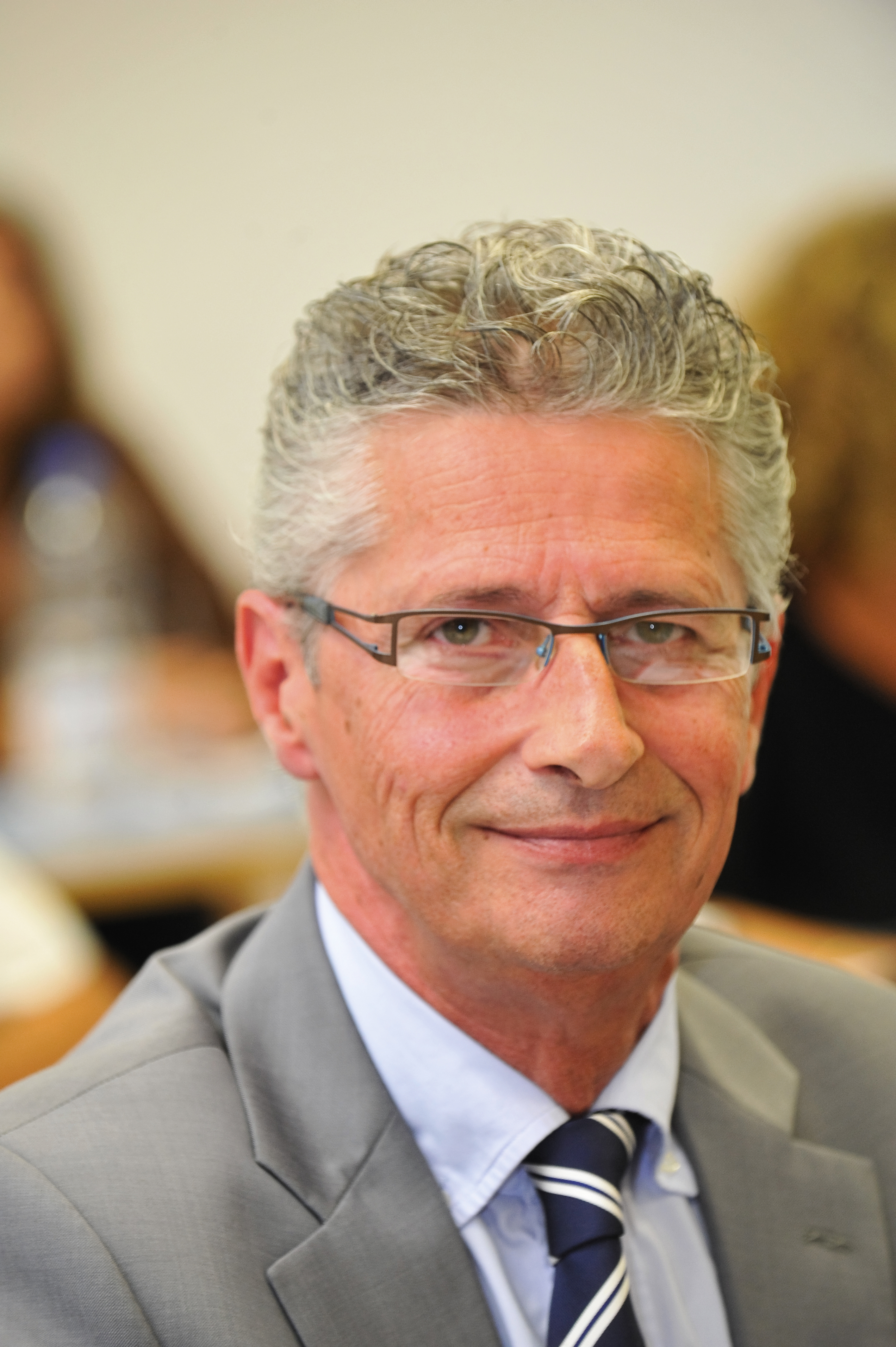
Bernard Dupont, batlle actual

## Administració i política

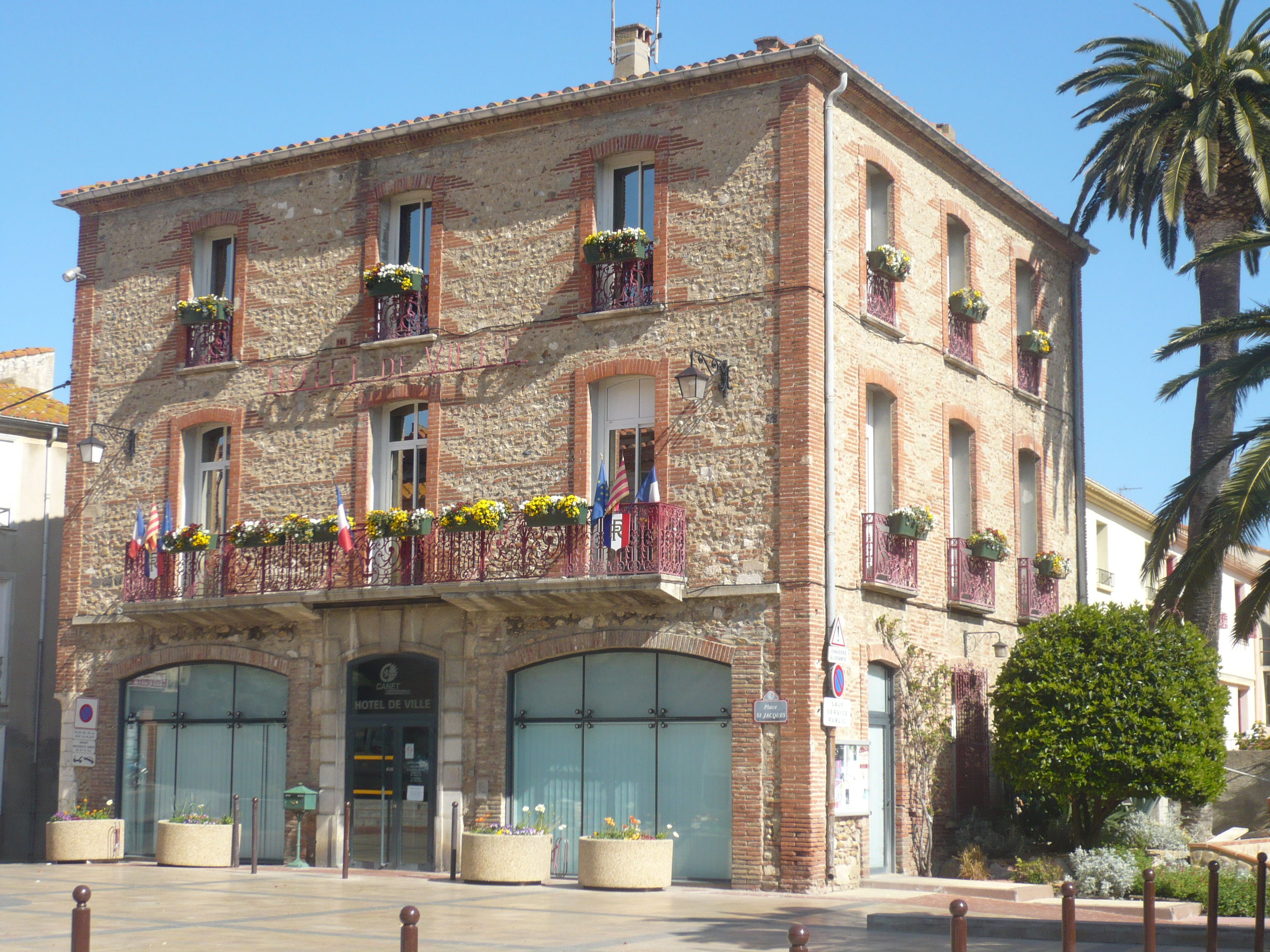
La Casa de la Vila

### Batlles[20]
| Període                                   | Nom                        | Opció política | Comentaris                                          |
| ----------------------------------------- | -------------------------- | -------------- | --------------------------------------------------- |
| 1790 – 1792                               | Jacques - Joseph Cassanyes |                |                                                     |
| 1792 – 1795                               | Jacques Bonet              |                |                                                     |
| 1796 – 1797                               | Jacques Cassanyes          |                |                                                     |
| 1798 – 1798                               | Julien Canal               |                |                                                     |
| 1799 – 1800                               | Jacques Cassanyes          |                |                                                     |
| 1800 – 1813                               | Jacques Bonet              |                |                                                     |
| Febrer del 1813 – 28 de desembre del 1814 | Joseph Cassanyes           |                |                                                     |
| 1814 – 1826                               | Saturnin Cargoles          |                |                                                     |
| 1826 – 1831                               | Antoine Gaux               |                |                                                     |
| 1831 – 1848                               | Joseph Cassanyes           |                | Fill de l'anterior Joseph Cassanyes                 |
| Març del 1848 – Juny del 1848             | Julien Canal               |                | Batlle provisional. Fill de l'anterior Julien Canal |
| Juny del 1848 – Setembre del 1848         | Pierre Roger               |                | Batlle provisional                                  |
| Setembre del 1848 – Agost del 1851        | Joseph Cassanyes           |                |                                                     |
| Agost del 1851 – Desembre del 1851        | Julien Canal               |                | Batlle provisional                                  |
| 1851 – 1865                               | Julien Canal               |                |                                                     |
| 1865 – Setembre del 1870                  | Jean Bartissol             |                |                                                     |
| Setembre del 1870 – Desembre del 1870     | Michel Pagès               |                |                                                     |
| 1870 – 1874                               | Joseph Berga               |                |                                                     |
| 1874 – 1881                               | Côme Roger                 |                |                                                     |
| 1881 – 1890                               | Jean Lafon                 |                |                                                     |
| 1891 – 1892                               | Jacques Xamma              |                |                                                     |
| 1892 – 1904                               | Henri Castany              |                |                                                     |
| 1904 – 1912                               | Basile Darbon              |                |                                                     |
| Maig del 1912 – 1918                      | Isidore Boutet             |                |                                                     |
| 1918 – 1919                               | François Alies             |                | Adjunt del batlle del 1912 al 1918                  |
| 1920 – 1925                               | Joseph Lafon               |                |                                                     |
| 1925 – 1929                               | Jacques Xamma              |                |                                                     |
| 1929 – 1930                               | Joseph Lafon               |                |                                                     |
| 1930 – 1941                               | Gabriel Henric             |                |                                                     |
| 1941 – 1943                               | Désiré Riu                 |                | President de la delegació especial                  |
| 1943 – 1944                               | Pierre Fourcade            |                | President de la delegació especial                  |
| 1944 – 1947                               | Gabriel Henric             |                |                                                     |
| 1947 – 1950                               | Joseph Pagès               |                |                                                     |
| 1950 – 1965                               | François Moudat            |                |                                                     |
| 1965 – 1966                               | Christian Brignieu         |                |                                                     |
| 1966 – 1971                               | François Moudat            |                |                                                     |
| 1971 – 1989                               | Jacques Coupet             |                |                                                     |
| 1989 – 2010                               | Arlette Franco             | UMP            | Diputada                                            |
| 2010 – 2020                               | Bernard Dupont             | UMP            |                                                     |
| 2020 – Moment actual                      | Stéphane Loda              | DVD            |                                                     |

### Legislatura 2014 - 2020

#### Batlle
- Bernard Dupont. Vicepresident de Perpinyà Mediterrani Comunitat d'Aglomeració

#### Adjunts del batlle[23]
- 1r: Francis Clique. Vicepresident de la Comunitat d'Aglomeració Perpinyà Mediterrani (Línia econòmica, Nàutica i Zones d'activitats econòmiques d'interès comunitari, i Política d'aigua). Delegat municipal de Finances, Recursos humans i Relacions europees
- 2n: Catherine Gay. Consellera de la Comunitat d'Aglomeració Perpinyà Mediterrani (Línia econòmica, Comerç i Artesanat). Delegada Municipal de Comerç i Artesanat, Concessions del Domini Públic Comunal i Marítim, Publicitat, i Taxi
- 3r: René Roudieres. Conseller de la Comunitat d'Aglomeració Perpinyà Mediterrani (Desenvolupament Durable, Política Social de l'Hàbitat). Delegat Municipal d'Urbanisme i Hàbitat
- 4t: Gisèle Gayraud. Delegada municipal de Desenvolupament Durable i Política Social de l'Hàbitat
- 5è: Jean Serré. Delegat municipal de Joventut i Esport
- 6è: Armande Barrère. Delegada municipal de Proximitat, Vida associativa i Protocol
- 7è: Pierre Mérico. Conseller de la Comunitat d'Aglomeració Perpinyà Mediterrani (Recollida d'escombraries). Delegat municipal de Treballs i Netedat
- 8è: Catherine Wanschoor. Consellera de la Comunitat d'Aglomeració Perpinyà Mediterrani (Seguiment de la política cultural). Delegada municipal d'Animació i Cultura
- 9è: Michel Saut. Conseller de la Comunitat d'Aglomeració Perpinyà Mediterrani (Prevenció de la delinqüència). Delegat municipal d'Administració General, Seguretat, tranquil·litat i salubritat públiques, Circulació, estacionament i prevenció a la carretera, Antics combatents, Autoritats Militars i ERP

#### Consellers municipals
- Serge Alberny. Vicepresident del Centre Comunal d'Acció Social. Delegat municipal d'Afers Socials i a la família, Petita infància i Casal d'avis
- David Bret. Vicepresident de l'Oficina de Turisme. Conseller de la Comunitat d'Aglomeració Perpinyà Mediterrani (Línia econòmica i Turisme). Delegat municipal de Turisme
- Jean-Marie Portes. Vicepresident de la Societat pública local de navegació. Delegat municipal de Port i Política Esportiva
- Marguerite Arenas
- Jean-Luc Hubert. Delegat municipal de Cens de població, Assegurances, Gestió dels terrenys privats de la vila i Patrimoni
- Viviane Sallarès. Consellera de la Comunitat d'Aglomeració Perpinyà Mediterrani (Entorn, Gestió IntegraL de les Zones costaneres, Eliminació de les escombraries, Tria Selectiva, Deixalleries, Energies renovables)
- Max Tibac. Delegat municipal de Qualitat de l'espai urbà
- Brigitte Quesada. Delegada municipal d'Afers relatius al Liceu[24] i al Col·legi[25]
- Christine Bonet. Delegada d'Assistència a domicili de la gent gran
- Bruno Canet. Delegat municipal del Consell Municipal dels Joves (CMJ) i Punt Jove
- Carole Chaix. Delegada municipal de Formació Professional, Prevenció de Riscos Professionals i Relacions amb els ciutadans
- Patricia Badet-Alévêque. Delegada municipal de Programació teatral i espectacles d'arts vives
- Cédric Laurens. Delegat municipal de Desenvolupament de la Zona d'activitats econòmiques de Les Bigues i Relacions amb els professionals d'aquesta zona i Relacions amb l'Agència de desenvolupament econòmica
- Alexandra Maillochaud. Consellera de la Comunitat d'Aglomeració Perpinyà Mediterrani (Transports en Comú i del Pla de Desplaçament Urbà, Accessibilitat i Mobilitat Reduïda, Modes de Desplaçaments Suaus i Senders d'excursionisme, i Viari Comunitari)
- Carole Freu. Delegada municipal de Comunicació
- Marc Benassis. Consellera de la Comunitat d'Aglomeració Perpinyà Mediterrani (Afers Relatius a l'Agricultura i Agroalimentació, Viticultura i Enoturisme). Delegat municipal d'Afers Relatius a l'Agricultura, la Viticultura, el Territori i la Caça
- Emmanuelle Garbani de Lacvivier. Delegada municipal de l'Agermanament amb la Vila de Maynooth
- Johana Geng. Delegada municipal de Desenvolupament digital
- Nadine Pons. Consellera a l'oposició
- Georges Sentis. Conseller a l'oposició
- Jean-Pierre Cévaër-Visonneau. Conseller a l'oposició
- Gérard Vidaller. Conseller a l'oposició
- Dominique Gazo. Consellera a l'oposició.

### Adscripció cantonal

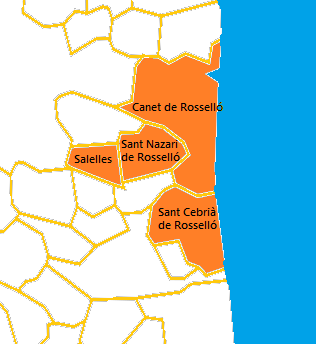
Mapa del Cantó de la Costa Sorrosa

Amb motiu de les eleccions departamentals del 2015, Canet ha continuat essent cap de cantó, en la nova agrupació del Cantó de la Costa Sorrosa, cantó número 3, formada per Canet de Rosselló, Salelles, Sant Cebrià de Rosselló i Sant Nazari de Rosselló, en comptes de l'antic Cantó de Canet de Rosselló, que tenia una composició diferent. Els consellers departamentals triats en aquesta elecció per aquest cantó han estat Armande Barrère, de l'UMP, adjunta del batlle a Canet, i Thierry del Poso, de l'UMP, batlle de Sant Cebrià.

## Cultura i ensenyament

### Ensenyament
Canet depèn de l'Académie de Montpellier. La vila compta amb dues escoles maternals: les Myosotis, a Canet-Platja, i les Pâquerettes, a la població de Canet. El mateix pel que fa a les escoles primàries: escola Jean-Mermoz a Canet Platja, i escola Pierre-et-Marie-Curie a la vila de Canet.
Pel que pertoca a l'ensenyament secundari, hi ha un col·legi i un liceu, a Canet. El Collège de la Côte-Radieuse és a la vila de Canet, i serveix les comunes de Canet, Santa Maria la Mar i Vilallonga de la Salanca. El Lycée Rosa-Luxembourg, a prop del port, proposa formació dels oficis de la mar.

### Sanitat
No hi ha cap centre mèdic, a Canet. Tanmateix, s'hi troba una quinzena de metges generalistes i un nombre semblant d'especialistes, ainsi com una desena de dentistes.
La vila té igualment amb un establiment d'allotjament per a persones dependents d'edat avançada amb una capacitat de 80 places.
A Canet hi ha serveis funeraris complets. Hi ha Crematori i un cementiri nou, a part dels dos cementiris vells, el de Sant Miquel i el de la vila, anomenat cementeri vell.

## Cultura i patrimoni

### Llocs d'interès

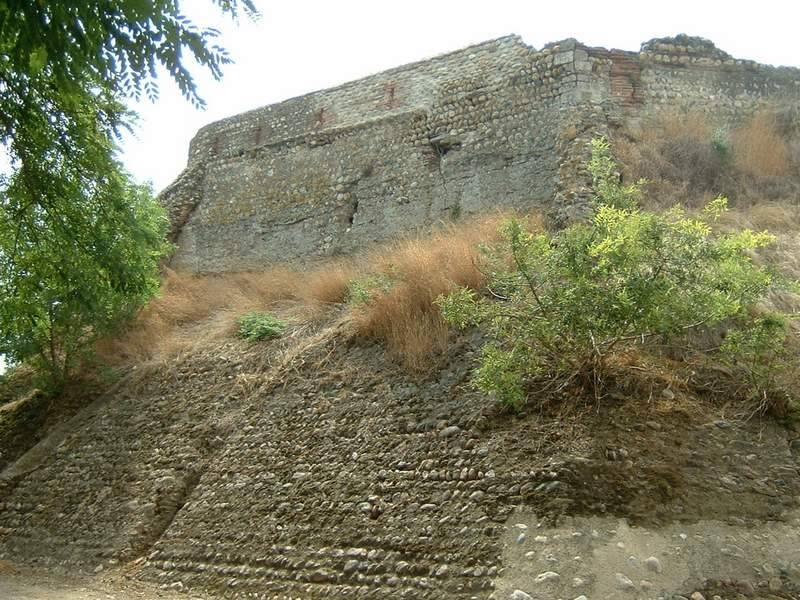
Angle nord-est del castell

#### Castell vescomtal

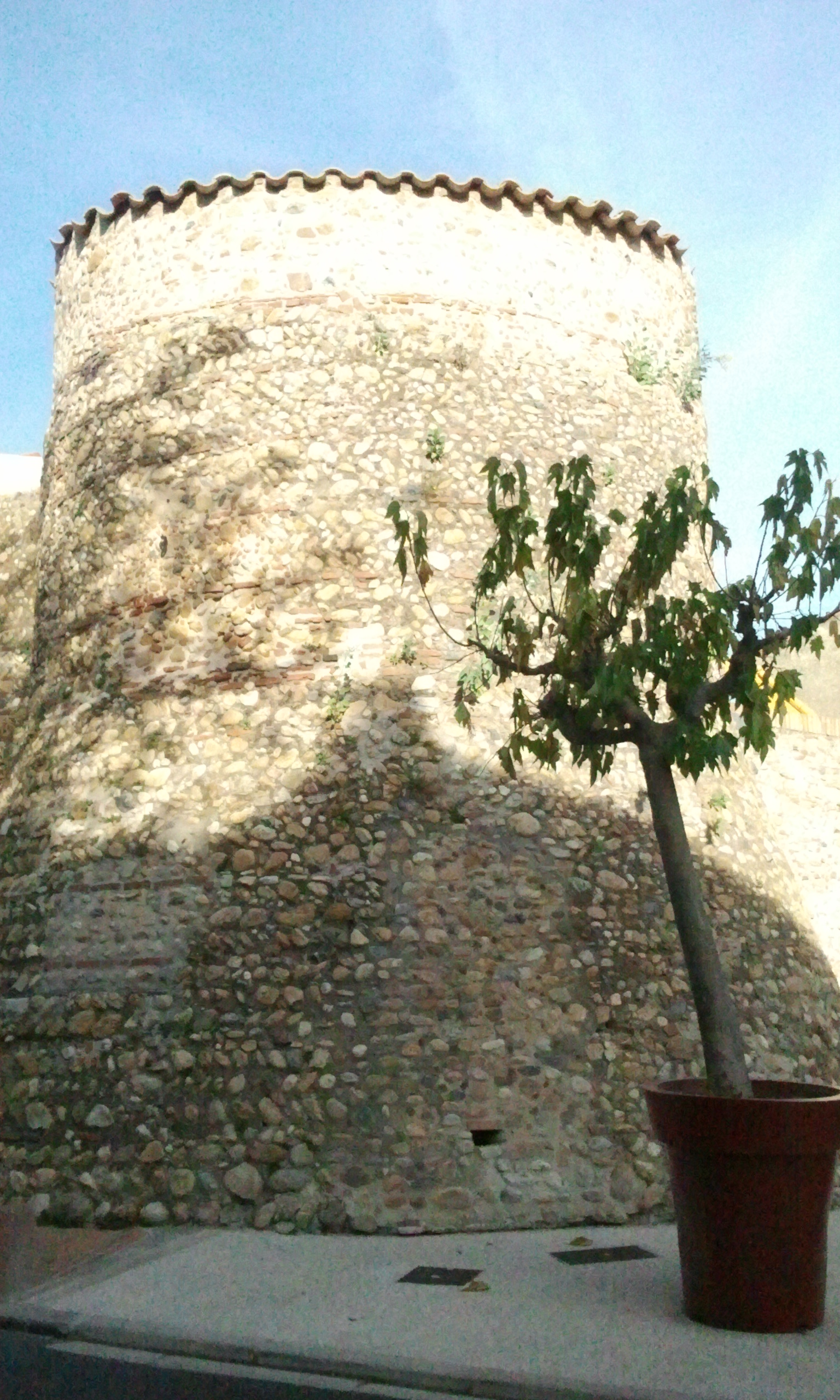
Torre de la Bàscula

El castell del vescomte de Canet està documentat des de mitjan segle xi, i d'aquesta època són algunes parts de la muralla i la capella de Sant Martí. Posteriorment, ha estat remodelat diverses vegades, especialment als segles XII, XIV i XV, i al segle xvii va ser abandonat, fins als nostres dies. Actualment l'associació d'amics del Vell Canet l'està restaurant.

#### Capella de Sant Martí

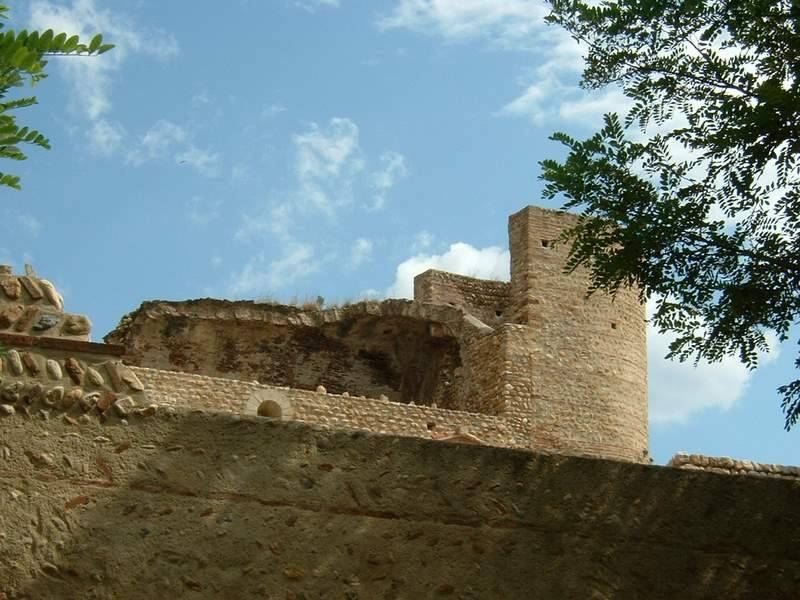
Església de Sant Martí, vista del sud estant

La capella del castell, documentada des del 1075, ha servit com a església parroquial al poble de Canet entre la segona meitat del segle xi i principis del segle xvi, quan va començar a fer-ho la nova Església de Sant Jaume, més espaiosa. A la baixa edat mitjana en aquesta església estava establert un priorat.
Des d'un punt de vista arquitectònic, la capella de Sant Martí, pertanyent al castell, tenia originalment una nau i un absis cobert amb volta de quart d'esfera. La nau, dels segles XII a XIV, estava coberta per una volta de punt rodó; l'absis va ser sobrealçat per permetre l'establiment d'una torre, i una capella es va obrir al nord de la nau. El treball de restauració ha permès una recuperació total de les parets de llevant i del nord, i la reconstrucció gradual de les parets sud i oest. Era construïda amb còdols ben arrenglerats i està ornada amb arcuacions cegues exteriors.

#### Església de Sant Jaume
L'església de Sant Jaume s'esmenta el 1241 en el testament dels senyors de Canet; es tractava de la capella de l'Hospital de Canet. S'hi escriu que l'edifici es troba fora dels murs de la ciutat, cosa que va permetre que el segle xiv fos atacat i malmès pel rei d'Aragó. El rei va decidir llavors pagar els danys i finançar la construcció d'una nova església. L'obra va ser molt llarga, i no es va acabar fins al 1408. Un segle més tard, al segle xvi, ja estava probablement acabada. Una pedra amb data del 1510 és incrustada a la façana. Tanmateix, encara hi ha bastants aspectes foscos de la construcció. Al segle xvii la nau disposava de dues capelles laterals addicionals. La façana té incrustat un petit relleu romànic que representa una ànima que és conduïda al paradís per dos àngels, datable a principis del segle xiii.
Després de la Revolució, la majoria dels mobles van ser destruïts, a excepció d'objectes rars. A la dècada del 1890, es va realitzar una renovació general de l'edifici, la renovació de la torre, la façana (pedra que porta la data del 1892), i el sostre. Des d'un punt de vista arquitectònic, l'església actual té una sola nau, coberta amb arcs de membrana. Està flanquejada per tres capelles a cada costat, i acaba en un absis pentagonal amb volta gòtica. La torre campanar de l'església, de planta quadrada, és força imponent.

#### Poble Vell

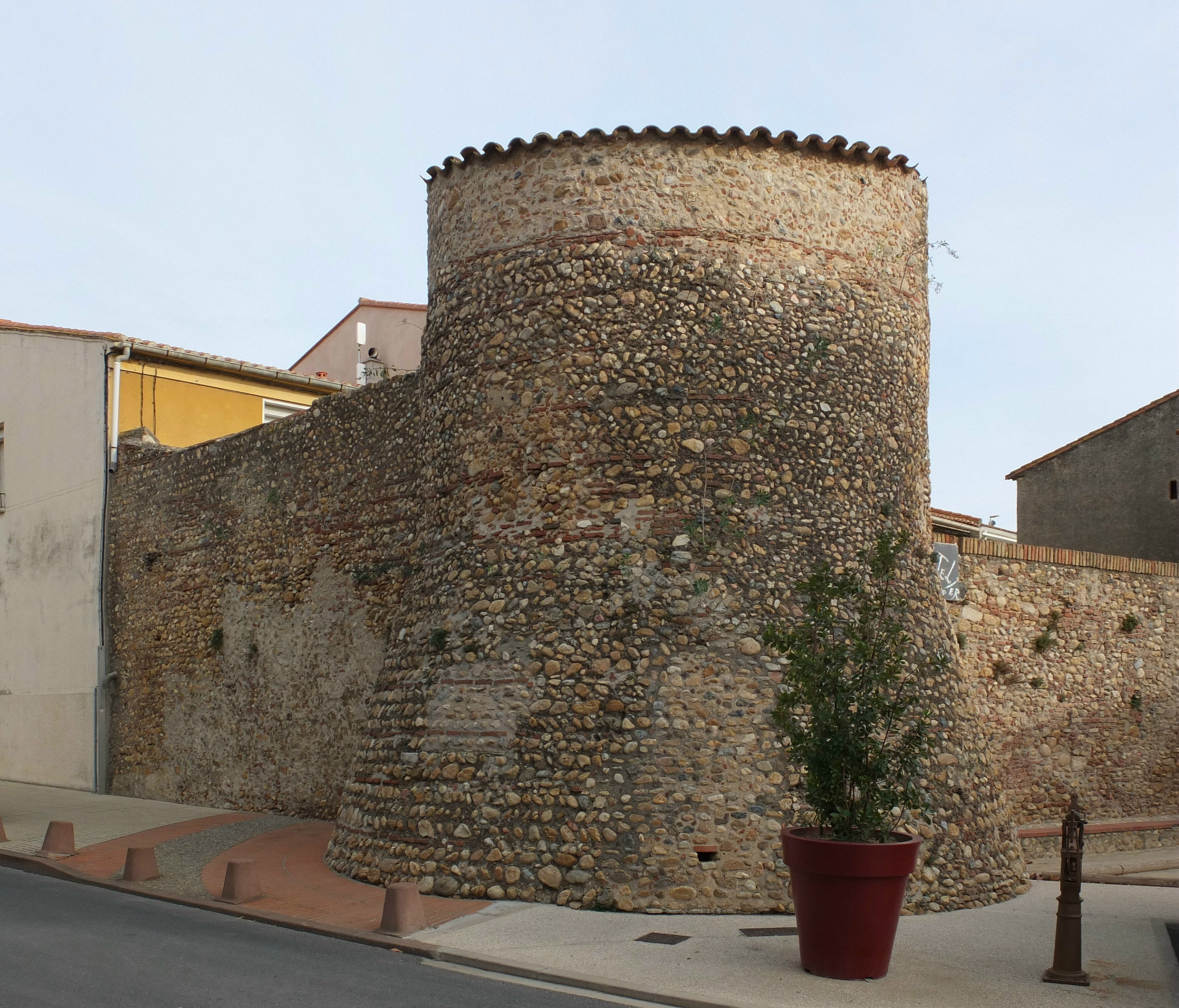
La Torre de la Bàscula, al nord-oest del recinte

El poble antic és molt pintoresc, amb els seus carrers estrets, les seves places ombrejades i belles cases, la majoria restaurades o en procés de ser-ho. Algunes daten del segle xvii. Havia estat fortificat, i hi ha vestigis importants de la muralla, que tenia almenys tres portes i estava flanquejada per 14 bestorres, de les quals se'n conserven dues. Després d'una important alteració al segle xv, va ser destruïda en gran manera al segle xix. Continua havent-hi algunes restes relativament grans, com la torre anomenada "Flip-flop" o torre de l'angle, d'altres a prop de l'antiga "Porta de la Mar", al carrer de la Mare de Déu, i, finalment, a Pixa Cabrera, prop de l'antic molí, flanquejat per un fragment d'un imponent mur cortina. El conjunt ha estat recentment restaurat.

### Château de l'Esparrou

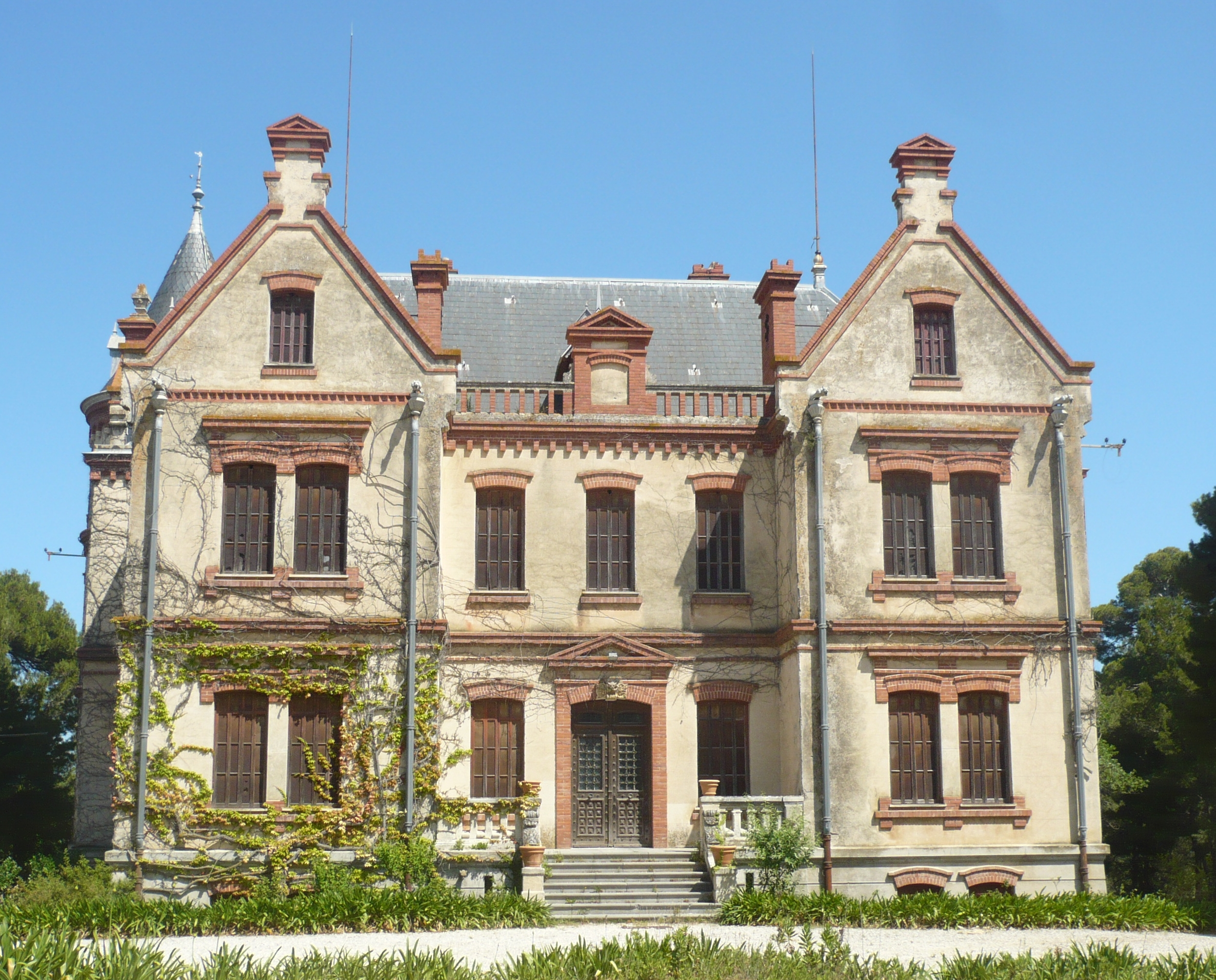
L'Esparró, reconvertit en castell senyorial

El Château de l'Esparrou és una masia del segle xix, l'Esparró, denominada castell com és força habitual en determinades explotacions agrícoles, sobretot vitivinícoles, de la regió. Està situada al sud-est de la vila, a la riba nord de l'Estany de Sant Nazari, prop i al sud-oest de Canet Platja.

### Nostra Senyora de les Onades

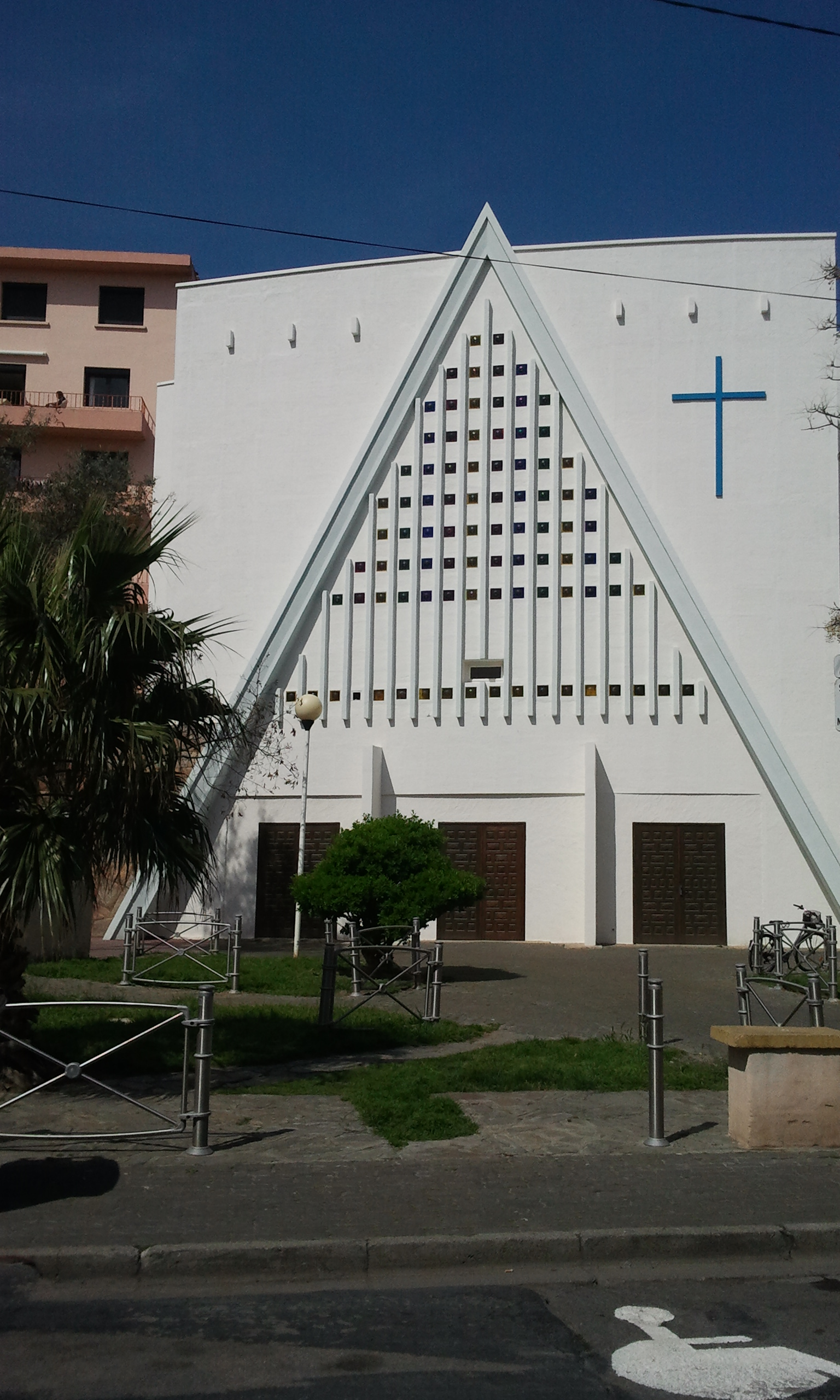
Església de Nostra Senyora de les Onades

L'església de Nostra Senyora de les Onades fou construïda prop de la vora de la mar el 1961, reemplaçant diverses capelles existents des de finals del segle xix, dreçades en record dels mariners i pescadors desapareguts en el mar.

### Passejada marítima
La passejada marítima, a Canet Platja, té poc més d'un quilòmetre i mig de llargària i va del port a Canet Sud. Es perllonga al costat de la platja tant cap al nord, cap a (Santa Maria la Mar), com pel sud (Sant Cebrià de Rosselló) cap a Sant Cebrià de Rosselló.

### Manifestacions culturals i festes
- Festa patronal: 25 de juny.
- Festes comunals: Pasqua, Pentecosta, 28 de juliol, 15 d'agost, 28 de desembre.

### Equipaments culturals
- Galeria dels Hospicis

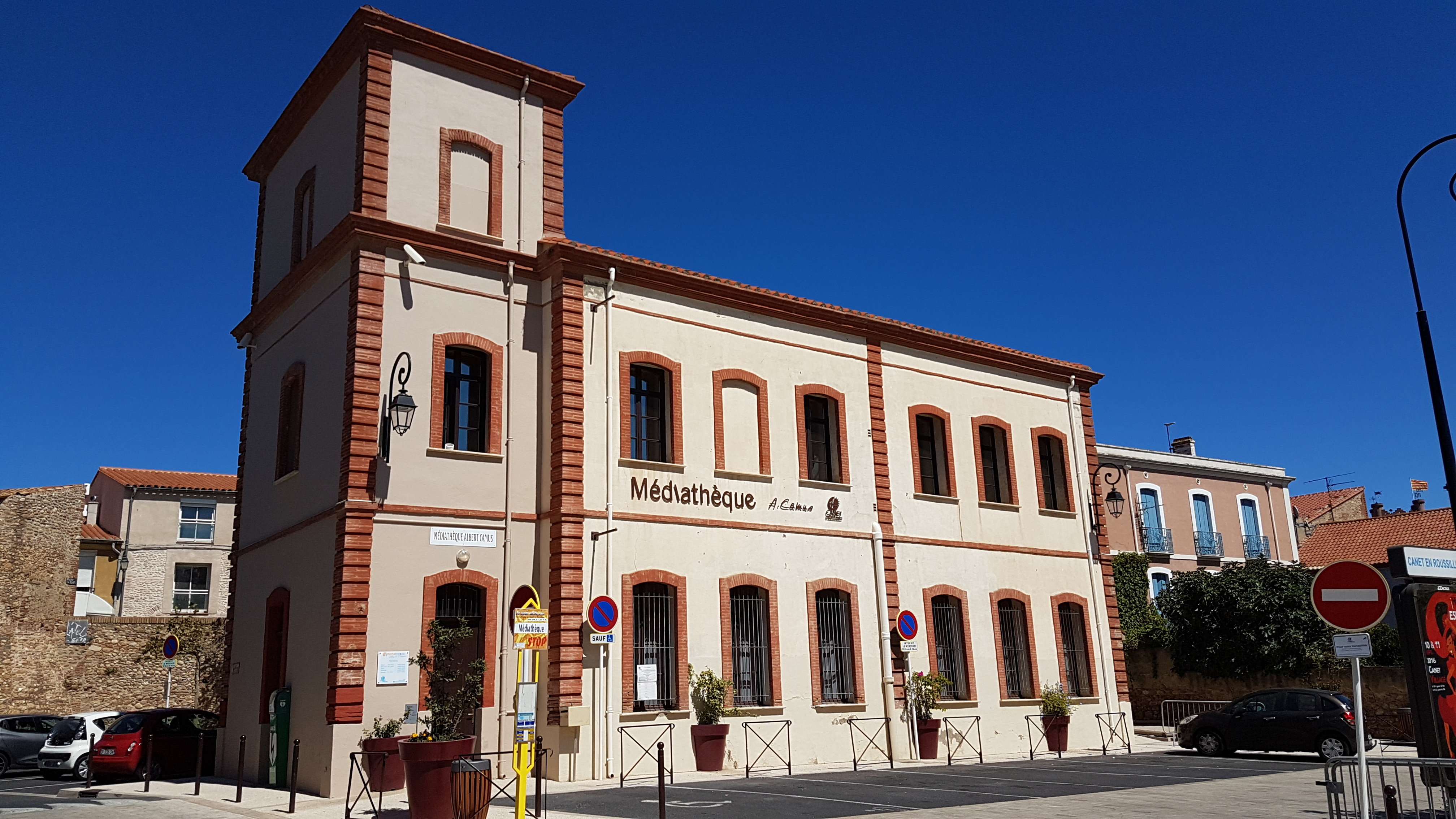
La Mediateca de Canet de Rosselló

- Mediateca Albert Camus, amb un quiosc-biblioteca a la Platja de Canet durant l'estiu
- Teatre Jean Piat

### Esports

#### Clubs esportius
- Canet 66 natation ;
- Perpignan Canet Football Club
- Club Nautique Canet Perpignan
- Canet Basket-Ball
- CBC 66 (Badminton)[29]

#### Équipaments esportius
- Centre International de Natation Arlette-Franco
- Piscina olímpica Europa (piscina exterior amb calefacció)
- Piscina Henri-Sérandour (piscina interior amb calefacció)
- Base Nàutica de Vela
- Centre de Tennis Europa
- Halle des Sports Éric-Tabarly
- Halle des Sports Pierre-de-Coubertin
- Halle des Sports Pierre-et-Marie-Curie
- Stade Saint-Michel

### Persones il·lustres
- Jaume Josep Cassanyes (1758-1843): batlle de Canet, diputat a la Convenció Nacional i al Consell dels Cinc-Cents, nascut i mort a Canet. Va votar a favor de la mort de Lluís XVI. Fou elegit per Danton comissari del govern a l'exèrcit dels Pirineus Orientals, i col·laborà en la batalla de Paretstortes, el 1793, en la de la Perxa, la de les Llançades, i en el setge de Puigcerdà.
- François Gérard Justin Fournié (1888-1914): jugador de rugbi XV (demi de mêlée) nat à Canet, campió de França de rugbi XV amb l'USAP el 1914.
- Joseph Lida (1891-1914): jugador de rugbi XV (ala de tercera línia) nat a Canet, campió de França de rugbi XV amb l'USAP el 1914.
- Jacques Grésa (1898-1964): home polític nat a Canet.
- Mathilde Gabriel-Péri (1902-1981): dona política francesa nada a Canet.
- Ilse Barande (1928-2011): metgessa psiquiatra i psicoanalista, morte a Canet.
- Arlette Franco (1939-2010): batllessa de la vila del 1989 al 2010, diputada a l'Assemblea Nacional i vicepresident de la Federació Francesa de Natació.
- Marc Fontan (1956-): pilot de moto nat a Canet.
- Philippe Lucas (1963-): entrenador al club de natació Canet 66 Natation de setembre del 2006 a febrer del 2009.
- Hervé Alicarte (1974-): entrenador del primer equip de futbol Perpignan Canet Football Club fins al 2010.
- Laure Manaudou (1986-): antiga nadadora del club de natació Canet 66 Natation.